# 1a Divisió d'Infanteria (Estats Units)
La 1a Divisió d'Infanteria (anglès: 1st Infantry Division - 1ID) és una divisió d'armes combinades de l'Exèrcit dels Estats Units, i és la divisió més antiga en servei continu de l'Exèrcit Regular. Ha vist servei continu des de la seva creació el 1917 durant la Primera Guerra Mundial. Oficialment va rebre el sobrenom de " The Big Red One " (El Gran 1 Vermell) (abreujat "BRO") per la seva insígna d'espatlla i també rep el sobrenom de "The Fighting First" (La Primera Lluitadora). La divisió també ha rebut els sobrenoms entre la tropa de "The Big Dead One" (El Gran 1 Mort) i "The Bloody First" (La Primera Sagnant o La Fotuda Primera) com a joc de paraules amb els respectius sobrenoms oficialment sancionats. Actualment té la seu a Fort Riley, Kansas.
La 1a Divisió d'Infanteria es va desplegar per primera vegada per lluitar a França durant la Primera Guerra Mundial, va lluitar extensament a l'Àfrica, Itàlia, França i Alemanya durant la Segona Guerra Mundial, i va participar àmpliament durant les campanyes dels Estats Units a la Guerra del Vietnam. La 1a Infanteria va estar estacionada en el que es va convertir en l'Alemanya Occidental del 1945 al 1955, i les seves unitats van rotar a l'Alemanya Occidental durant la resta de la Guerra Freda. Posteriorment es va desplegar per lluitar a la Guerra del Golf, la Guerra de l'Iraq i la Guerra de l'Afganistan. 37 membres de la "Big Red One" han rebut la Medalla d'Honor, convertint la 1a d'Infanteria en una de les divisions més honorades de l'exèrcit dels Estats Units.

## Primera Guerra Mundial
Unes setmanes després de l'entrada dels Estats Units a la Primera Guerra Mundial, la Primera Divisió Expedicionària, més tard designada com a 1a Divisió d'Infanteria, es va constituir el 24 de maig de 1917, dins de l'Exèrcit Regular, i es va organitzar el 8 de juny de 1917 a Fort Jay, a Governors Island, al port de Nova York, sota el comandament del Brigadier General William L. Sibert, a partir d'unitats de l'exèrcit que aleshores estaven en servei a la frontera entre Mèxic i els Estats Units i en diversos llocs de l'exèrcit arreu dels Estats Units. El quadre original d'organització i equipament (TO&E) incloïa dues brigades d'infanteria orgàniques de dos regiments d'infanteria cadascuna, un batalló d'enginyers; un batalló de senyals; una bateria de morters de trinxera; una brigada d'artilleria de camp de tres regiments d'artilleria de camp; un esquadró aeri; i un tren de divisió complet. La força total autoritzada d'aquest TO&E era de 18.919 oficials i soldats. George S. Patton, que va servir com a primer comandant del quarter general de les Forces Expedicionàries Americanes, va supervisar gran part dels arranjaments per al moviment de la 1a Divisió a França i la seva organització dins del país. Frank W. Coe, que més tard va exercir com a Cap d'Artilleria Costanera, va ser el primer cap d'estat major de la divisió.
Les primeres unitats van salpar des de Nova York i Hoboken, Nova Jersey , el 14 de juny de 1917. Durant la resta de l'any, la resta de la divisió els havia seguit, desembarcant a Saint-Nazaire, França, i Liverpool, Anglaterra. Després d'una breu estada en camps de descans, les tropes a Anglaterra van procedir a França, desembarcant a Le Havre. L'última unitat va arribar a Saint-Nazaire el 22 de desembre. En arribar a França, la divisió, menys la seva artilleria, es va reunir a la zona d'entrenament Primera (Gondrecourt), i l'artilleria es trobava a Le Valdahon.

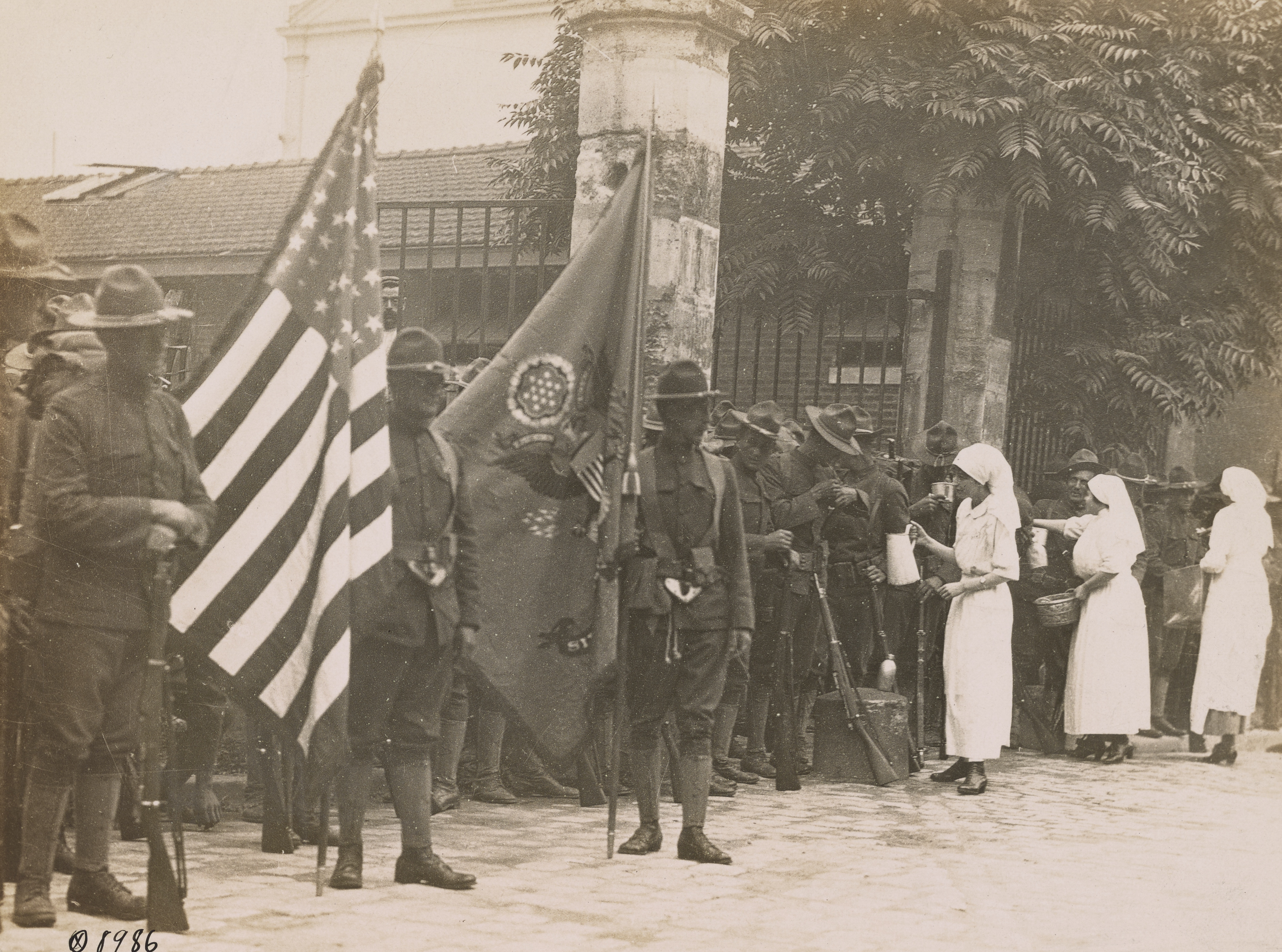
Infermeres de la Creu Roja servint pa i cafè als soldats del 16a d'Infanteria, 1a Divisió, a la seva arribada a París, el 4 de juliol de 1917.

El 4 de juliol, el 2n Batalló del 16è Regiment d'Infanteria, va desfilar pels carrers de París per enfortir els ànims francesos. Una història apòcrifa explica que, a la tomba de Lafayette, per a delit dels parisencs assistents, el coronel Charles E. Stanton del 16è Regiment d'Infanteria de la divisió va fer un pas endavant i va declarar: "Lafayette, nous sommes ici!" (Lafayette, som aquí!). Dos dies després, el 6 de juliol, el Quarter General de la Primera Divisió Expedicionària va ser rebatejat com a Quarter General de la Primera Divisió de les Forces Expedicionàries Americanes.

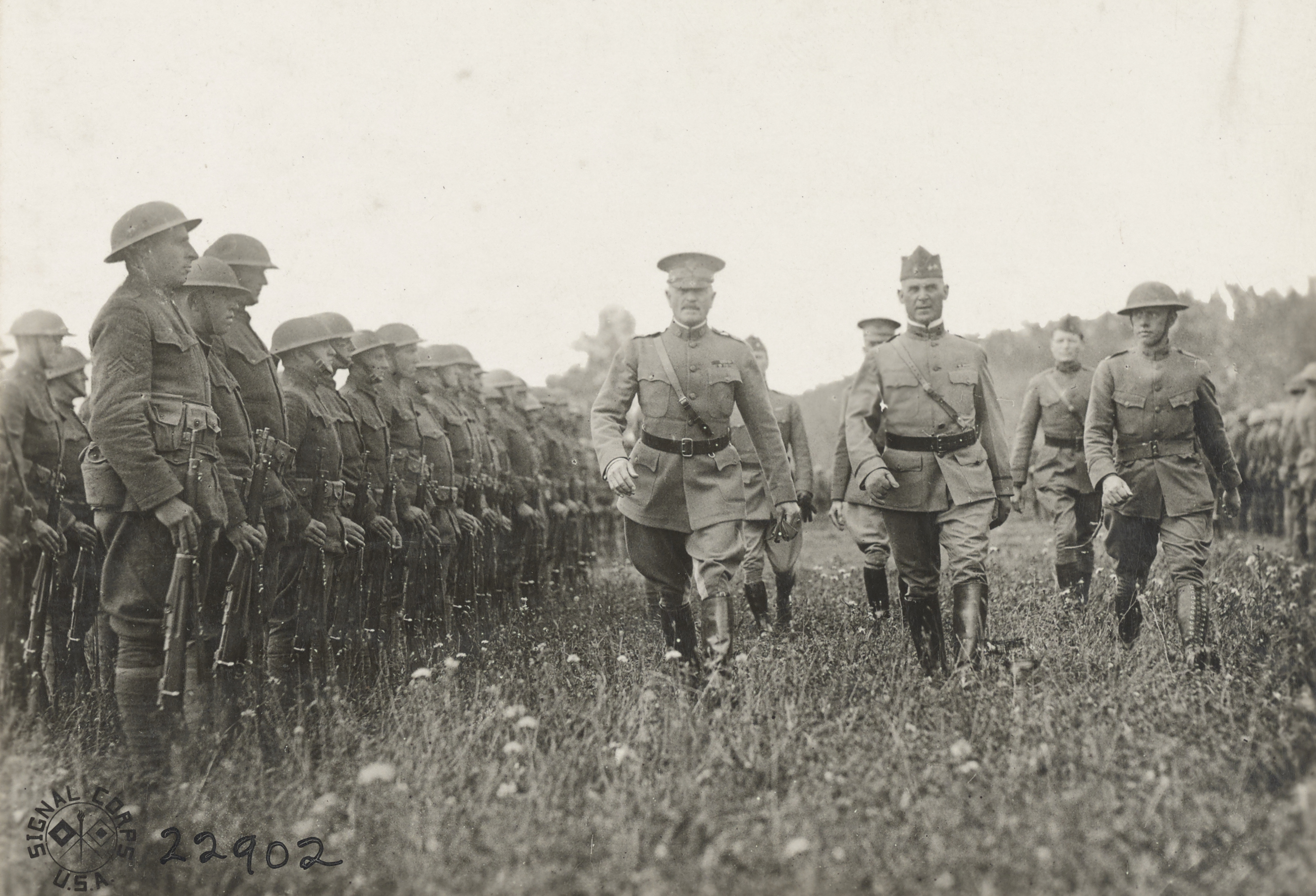
El general John J. Pershing, comandant en cap de l'AEF, i el Major General Charles P. Summerall, comandant de la 1a Divisió, inspeccionant els soldats de la 16a Infanteria, 1a Brigada, 1a Divisió, a França, el 7 de setembre de 1918.

El 8 d'agost de 1917, la 1a Divisió va adoptar la Taula d'Organització i Equipament (TO&E) "quadrada", que especificava dues brigades d'infanteria orgàniques de dos regiments d'infanteria cadascuna; un regiment d'enginyers; un batalló de transmissions; un batalló de metralladores; una brigada d'artilleria de camp de tres regiments d'artilleria de camp i un tren de divisió complet. La força total autoritzada d'aquesta nova TO&E era de 27.120 oficials i soldats.
El matí del 23 d'octubre, una unitat d'artilleria de la Primera Divisió va disparar el primer obús americà de la guerra cap a les línies alemanyes. Dos dies després, el 2n Batalló del 16è Regiment d'Infanteria va patir les primeres baixes americanes de la guerra.
L'abril de 1918, l'exèrcit alemany havia arribat a 64 km de París. En reacció a aquest atac, la divisió es va traslladar al sector de Picardia per reforçar l'esgotat Primer Exèrcit francès. Al front de la divisió hi havia el petit poble de Cantigny, situat en un terreny elevat amb vistes a una campinya boscosa. El 28è Regiment d'Infanteria va atacar la ciutat i en 45 minuts la va capturar juntament amb 250 soldats alemanys. Va ser la primera victòria americana de la guerra. El 28è va ser anomenat a partir de llavors els "Lleons Negres de Cantigny

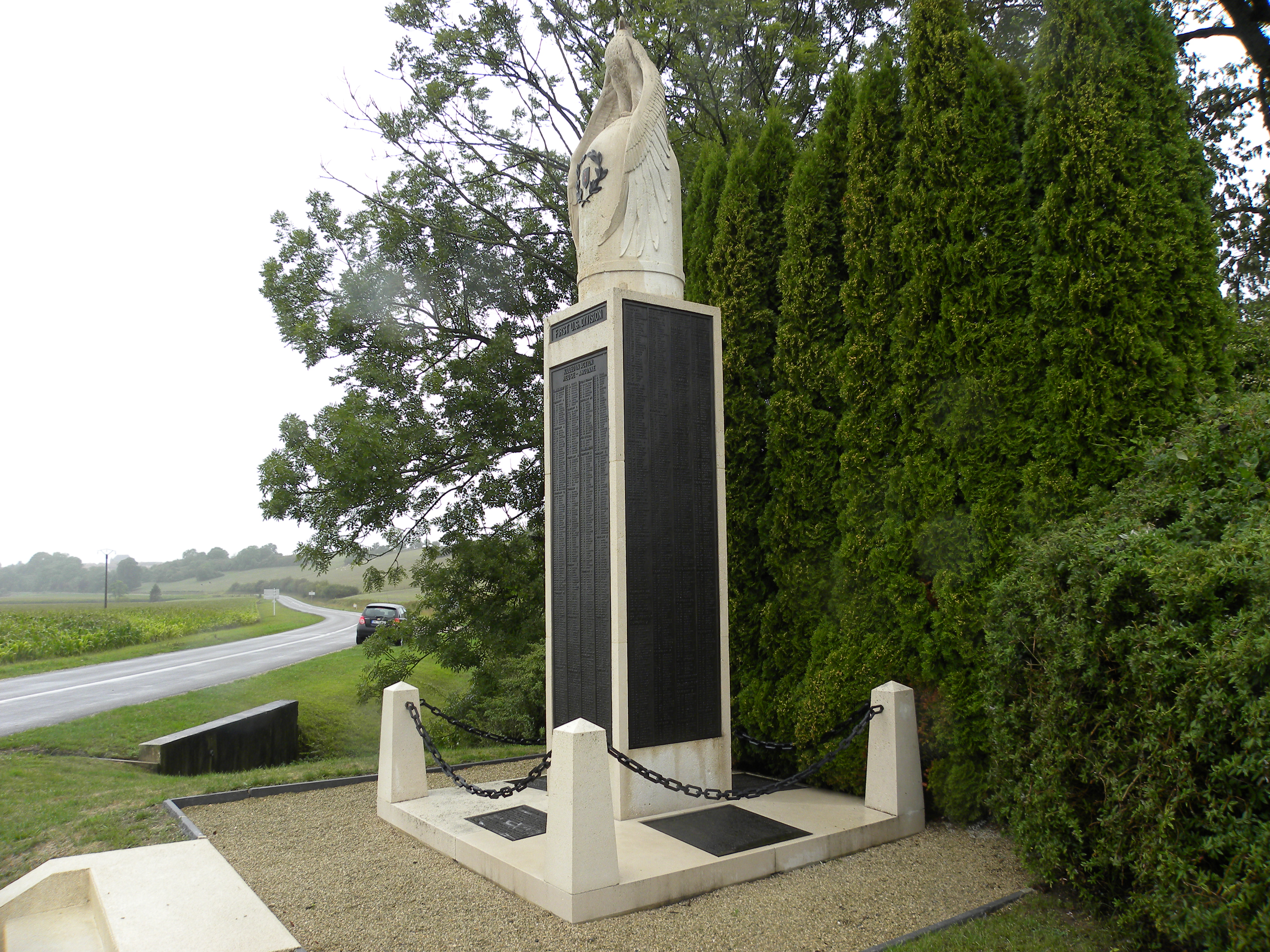
Monument a la Primera Divisió al camp de batalla de Meuse-Argonne, França.

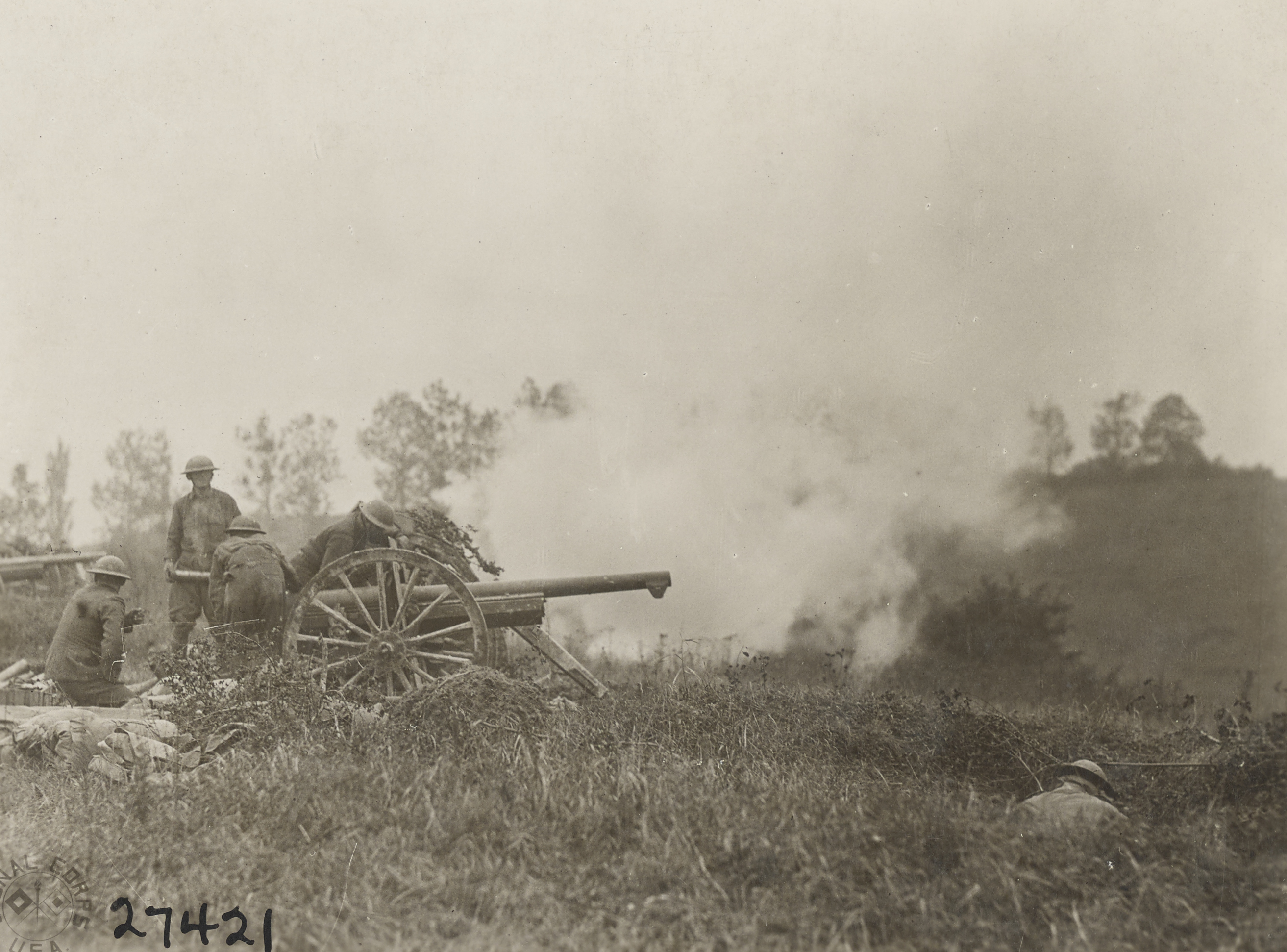
Artillers de la 6a Artilleria de Camp, 1a Divisió, en acció prop d'Exermont, França, a l'octubre de 1918.

Soissons va ser presa per la 1a Divisió el juliol de 1918. La victòria de Soissons va ser costosa: 700 homes van morir o van ser ferits (un d'ells, el soldat Francis Lupo de Cincinnati, va estar desaparegut en combat durant 85 anys, fins que les seves restes van ser descobertes a l'antic camp de batalla el 2003. Les restes del soldat Charles McAllister, recuperades amb les de Lupo , no van ser identificades i enterrades de nou fins al 21 d'agost de 2024). La 1a Divisió va participar en la primera ofensiva d'un exèrcit estatunidenc a la guerra i va ajudar a netejar el sortint de Saint-Mihiel lluitant contínuament de l'11 al 13 de setembre de 1918. L'última gran batalla de la Primera Guerra Mundial es va lliurar al bosc de Meuse-Argonne. La divisió va avançar un total de set quilòmetres i va derrotar, totalment o parcialment, vuit divisions alemanyes. Aquesta victòria va ser deguda principalment als esforços del coronel George C. Marshall, que va començar la guerra com a sotscap d'estat major de la divisió abans de ser elevat a G-3 per a tota l'AEF el juliol de 1918. Les operacions de combat van acabar amb la implementació dels termes de l'armistici l'11 de novembre de 1918. En aquell moment, la divisió es trobava a Sedan, la penetració americana més llunyana de la guerra, i va ser la primera a creuar el Rin cap a l'Alemanya ocupada.
Al final de la guerra, la divisió havia informat que havia patit 4.964 morts en acció, 17.201 ferits en acció i 1.056 desapareguts o morts a causa de les ferides. Cinc soldats de la divisió van rebre la Medalla d'Honor.
La mascota canina de la divisió era un terrier de raça mixta conegut com a Rags. Rags va ser adoptat per la divisió el 1918 i va romandre com a mascota fins a la seva mort el 1936. Rags va aconseguir notorietat i celebritat com a gos de guerra, després de salvar moltes vides a la crucial Campanya d'Argonne, transmetent un missatge vital malgrat haver estat bombardejat i gasejat.

### Ordre de batalla

#### Unitats assignades
- Quarter General, 1a Divisió
- 1a Brigada d'Infanteria
  - 16è Regiment d'Infanteria
  - 18è Regiment d'Infanteria
  - 2n Batalló de Metralladores
- 2nd Brigada d'Infanteria
  - 26è Regiment d'Infanteria
  - 28è Regiment d'Infanteria
  - 3rd Batalló de Metralladores
- 1a Brigada d'Artilleria de Camp
  - 5è Regiment d'Artilleria de Camp (155 mm)
  - 6è Regiment d'Artilleria de Camp (75 mm)
  - 7è Regiment d'Artilleria de Camp (75 mm)
  - 1a Bateria de Morter de Trinxera
- 1r Batalló de Metralladores
- 1r Regiment d'Enginyers
- 2n Batalló de Transmissions de Camp
- Tropa del Quarter General, 1a Divisió
- 1r Tren del Quarter General i Policia Militar
  - 1r Tren de Municions
  - 1r Tren de Subministraments
  - 1r Tren d'Enginyers
  - 1r Tren Sanitari
    - 2a, 3a, 12a i 13a Companyies d'Ambulàncies i Hospitals de Campanya)

  - 1a Companyia de Policia Militar, 1a Divisió d'Infanteria.

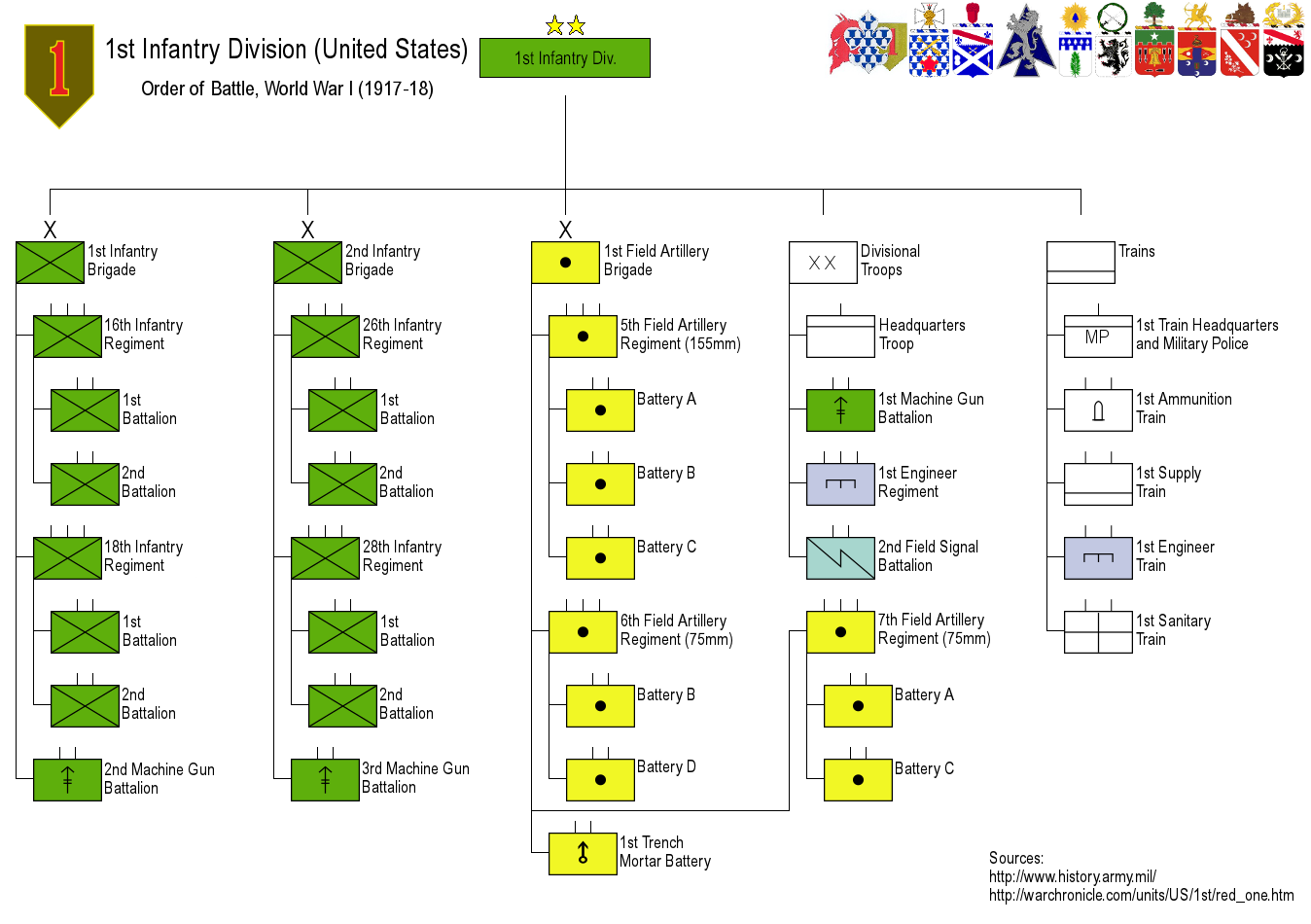
Orde de batalla durant la I Guerra Mundial

#### Unitats adjuntes

##### De camí a França i a la 1a Àrea d'Entrenament (Gondrecourt)
(del 9 de juny al 23 de setembre de 1917)
- 5è Regiment de l'USMC

##### Àrea de Ménil-la-Tour 28 de febrer – 3 d'abril de 1918
- 1r Batalló, 2n Enginyers (2a Divisió)

##### Sector Cantigny, en alguns moments del 27 d'abril al 7 de juliol de 1918
- 228è Regiment d'Artilleria de Camp francès (75 mm)
- 253è Regiment d'Artilleria de Camp francès (75 mm)
- 1r i 2n batallons del 258è Regiment d'Artilleria de Camp francesos (75 mm)
- 4t Batalló, 301è Regiment d'Artilleria francès (155 mm)
- Una bateria, Regiment d'Artilleria de Cl 3 francesa (155 mm)
- 3r i 4t Batallons, 284è Regiment d'Artilleria francesos (220 mm)
- 2n Batalló, 289è Regiment d'Artilleria francès (220 mm)
- Una bateria, Regiment d'Artilleria de Cl. 3r francès (220 mm)
- 6è Batalló, 289è Regiment d'Artilleria (280 mm)
- Dues bateries TM franceses (58 mm)
- Una bateria TM francesa (150 mm)
- Una bateria TM francesa (240 mm)
- 5è Batalló de TM francesa (12 tancs)

##### Operació Aisne-Marne
(del 18 al 23 de juliol de 1918)
- 42è Esquadró Aeri francès
- 83a Companyia de Globus
- 253è FA-Portée francès (75 mm)
- Grups de tancs 11è i 12è francesos

#### Servei separat

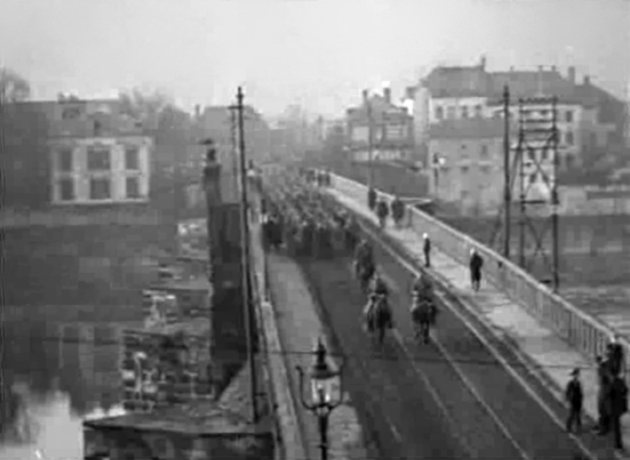
La 1a Divisió d'Infanteria entrant a Trier, Alemanya, el novembre de 1918..

- A Le Valdahon, del 22 d'agost al 18 d'octubre de 1917 amb la 15a Divisió (escocesa) durant la Segona Batalla de l'Aisne, el 24 de juliol de 1918 amb la 90a divisió dels Estats Units
  - 1a Brigada d'Artilleria de Camp
  - 1a AM Tn
  - Amb la 15a Divisió (escocesa) durant l'Operació Aisne-Marne el 24 de juliol de 1918 al sector Saizerais (Villers-en-Haye) del 24 al 28 d'agost de 1918; amb la 42a Divisió a l'Operació Meuse-Argonne del 13 al 31 d'octubre de 1918;

amb la 2a Divisió a l'Operació Meuse-Argonne de l'1 al 4 de novembre de 1918.
- - 1r Tren Sanitari
- Amb el III Cos 28 de setembre – 2 d'octubre de 1918
  - 1r Enginyers
- Amb les forces americanes a Alemanya després del 9 d'agost de 1919.
  - 2n, 6è Regiment d'Artilleria de Camp
  - Companyia A, 1r Enginyers
  - Companyies A, B, C, D, 1r Sup Tn
  - Hospital de Camp 13

## Període d'entreguerres
La 1a Divisió va arribar al port de Hoboken, Nova Jersey, el setembre de 1919 després de completar nou mesos de servei d'ocupació a Coblença, Alemanya. Aquell mes va participar a les Desfilades de la Victòria a la ciutat de Nova York el 10 de setembre i a Washington, DC el 17 de setembre, i després va dirigir-se a Camp Meade, Maryland, on tot el personal d'emergència va ser donat de baixa del servei. Després va anar a Camp Zachary Taylor, Kentucky , i hi va establir una posició temporal del 20 d'octubre de 1919 al 8 d'octubre de 1920. Va enviar elements de diversos regiments per reprimir els miners de carbó en vaga a Virgínia Occidental el novembre de 1919 i de nou a Lexington, Kentucky, el febrer de 1920. Es va transferir en un canvi permanent d'estació a Camp Dix, Nova Jersey , on va arribar el 10 d'octubre de 1920.
El 7 d'octubre de 1920, la 1a Divisió es va organitzar segons la nova taula d'organització i equipament en temps de pau, que incloïa dues brigades d'infanteria orgàniques de dos regiments d'infanteria cadascuna, una brigada d'artilleria de camp de dos (més tard tres) regiments d'artilleria de camp i un tren de municions, un regiment d'enginyers ; un regiment mèdic , un tren d'utillatge de divisió, un comandament de tropes especials i un esquadró d'observació. La força total autoritzada d'aquest TO&E era de 19.385. La 1a Divisió era una de les tres divisions d'infanteria de l'exèrcit regular i una divisió de cavalleria que estava autoritzada a romandre nominalment amb la seva força "en temps de pau". El 1921, la 1a Divisió va ser assignada a l'àrea del Segon Cos i assignada al II Cos. L'agost de 1921, elements de la divisió van ser enviats de nou a Virgínia Occidental per controlar els miners de carbó en vaga. A la primavera de 1922, les unitats de la divisió van rebre l'ordre de destinar-se a llocs de tot el nord-est dels Estats Units, i la majoria de les unitats van arribar als seus nous llocs de destinació el juny i juliol de 1922.

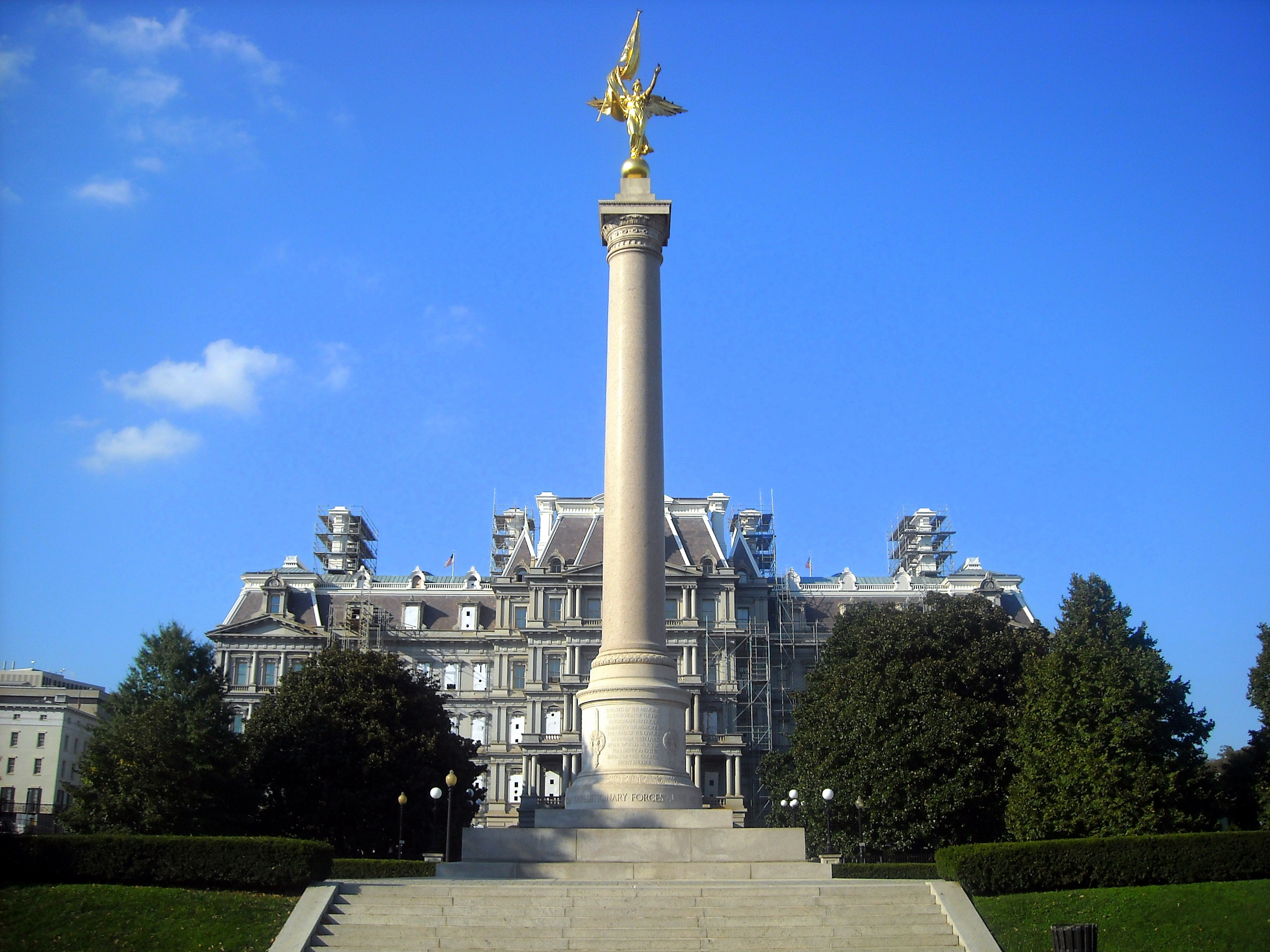
El monument a la Primera Divisió situat al President's Park, Washington, DC

El quarter general de la divisió estava destinat a Fort Hamilton, Brooklyn , Nova York, i hi va arribar el 6 de juny de 1922. La 1a Brigada d'Infanteria i les tropes especials de la divisió estaven concentrades en llocs de la zona de la ciutat de Nova York, mentre que la 2a Brigada d'Infanteria estava dispersa per llocs al nord de l'estat de Nova York. Les unitats de la 1a Brigada d'Artilleria de Camp estaven repartides des de Fort Ethan Allen, Vermont, fins a Fort Hoyle, Maryland. A mitjans de la dècada de 1920, però, el quarter general de la divisió gairebé havia deixat d'existir, i només quedaven el comandant de la divisió i uns quants oficials d'estat major per dur a terme funcions essencials; no exercien una veritable funció de comandament sobre les seves unitats. El 1926, el Departament de Guerra i l'Àrea del Segon Cos es van adonar de la insostenibilitat de la situació i van repoblar el quarter general de la 1a Divisió. L'entrenament de les unitats de maniobra de la divisió va tenir lloc, en la seva major part, a finals d'estiu i principis de tardor, després d'ajudar a l'entrenament de les unitats de la Reserva Organitzada, els Campaments d'Entrenament Militar de Ciutadans i els campaments d'estiu per a cadets del ROTC. La 1a Brigada d'Infanteria duia a terme entrenaments cada tardor a Camp Dix , Nova Jersey , on la brigada també entrenava les seves unitats de reserva afiliades durant l'estiu. La 2a Brigada d'Infanteria normalment duia a terme l'entrenament de les seves unitats de reserva a les posicions centrals de la brigada i, posteriorment, es concentrava per entrenar a Pine Camp , Nova York, a la tardor. La primera oportunitat després de 1922 per reunir la divisió en un sol lloc va arribar el 1927, quan la major part de la divisió es va reunir a Camp Dix per a diversos exercicis d'entrenament d'agost a novembre. Per preparar l'estat major per a la maniobra, la divisió va dur a terme un CCX (exercici de comandament i comunicacions) a Camp Dix a principis d'aquella primavera. L'exercici va tenir molt d'èxit, ja que es van dur a terme CCX similars periòdicament a partir de llavors. El següent esdeveniment d'entrenament important per a la divisió va tenir lloc l'agost de 1935, quan els elements de l'àrea del Primer i Segon Cos del Primer Exèrcit es van reunir a Pine Camp per a petites maniobres d'unitats. Aquesta maniobra va ser seguida per l'exercici del lloc de comandament del Primer Exèrcit celebrat a Fort Devens a l'agost de 1937. Poc després, al setembre de 1937, la divisió, menys la 2a Brigada d'Infanteria i algunes unitats d'artilleria de camp, es va concentrar a la Reserva Militar d'Indiantown Gap , Pennsilvània , per a maniobres. Paral·lelament, la 2a Brigada d'Infanteria, reforçada per les unitats d'artilleria de Fort Ethan Allen i Madison Barracks , Nova York, es va reunir a Pine Camp per a maniobres.
Aquestes maniobres van ser seguides per la primera de diverses operacions amfíbies realitzades per les unitats de la divisió abans de la Segona Guerra Mundial. Els primers exercicis de desembarcament van ser duts a terme per elements de la divisió a Puerto Rico i l'illa de Culebra al gener i febrer de 1938. L'entrenament amfibi va ser seguit per la següent maniobra del Primer Exèrcit, celebrada a la zona de Plattsburg, Nova York, a l'agost de 1939. A l'octubre de 1939, la 1a Divisió va adoptar un nou TO&E "triangular" en temps de pau que incloïa tres regiments d'infanteria, una companyia de policia militar, un batalló d'enginyers, una companyia de senyals, un regiment d'artilleria de camp lleugera de tres batallons i un regiment d'artilleria de camp mitjana de dos batallons, un batalló mèdic i un batalló d'intendència. La força autoritzada d'aquest TO&E era de 9.057 oficials i soldats. El novembre de 1939, la divisió es va desplegar a Fort Benning, Geòrgia , on va ser assignada temporalment al IV Cos per entrenar i provar la nova organització triangular. Aquests exercicis es van dur a terme com a preparació per a les maniobres a Louisiana el maig de 1940, quan el IV Cos es va enfrontar al IX Cos provisional.
Després dels exercicis a Louisiana, la divisió va tornar a Nova York per participar en les Maniobres del Primer Exèrcit de 1940 prop de  Canton, Nova York, a l'agost i setembre. Per a aquesta maniobra, la 1a Divisió va tornar a formar part del II Cos. La 1a Divisió es va reorganitzar de nou l'1 de novembre de 1940 en un nou TO&E, que va afegir una tropa de reconeixement i va posar els dos regiments d'artilleria de camp sota el comandament d'artilleria d'una divisió, augmentant la seva força a un total de 15.245 oficials i soldats. Els dos regiments es van reorganitzar posteriorment en quatre batallons. El febrer de 1941, la "Fighting First" va ser transferida a Fort Devens, Massachusetts, per concentrar-se en entrenament addicional. Simultàniament, la divisió va ser rellevada del II Cos i assignada al VI Cos. L'agost següent, la divisió es va traslladar a la zona de New River a Carolina del Nord per a entrenament amfibi addicional. Després de l'entrenament a New River, la 1a Divisió va participar en les Maniobres de Carolina celebrades el novembre de 1941 prop de Charlotte, Carolina del Nord.

## Segona Guerra Mundial

### Ordre de batalla
- Quarter General, 1a Divisió d'Infanteria
- 16è Regiment d'Infanteria
- 18è Regiment d'Infanteria
- 26è Regiment d'Infanteria
- Quarter General i Bateria del Quarter General, Artilleria de la 1a Divisió d'Infanteria
  - 5è Batalló d'Artilleria de Camp (155 mm)
  - 7th Batalló d'Artilleria de Camp (105 mm)
  - 32è Batalló d'Artilleria de Camp (105 mm)
  - 33è Batalló d'Artilleria de Camp (105 mm)
- 1r Batalló d'Enginyers de Combat
- 1r Batalló Mèdic
- 1a Tropa de Reconeixement de Cavalleria (Mecanitzada)
- Quarter General, Tropes Especials, 1a Divisió d'Infanteria
  - Companyia del Quarter General, 1a Divisió d'Infanteria
  - 701a Companyia de Manteniment d'Artilleria Lleugera
  - 1a Companyia d'Intendent
  - 1a Companyia de Senyals
  - Pelotó de la Policia Militar
  - Banda
- 1r Destacament del Cos de Contraintel•ligència
  - 103è Batalló d'Artilleria Antiaèria (Armes Automàtiques)

### Crònica de combat

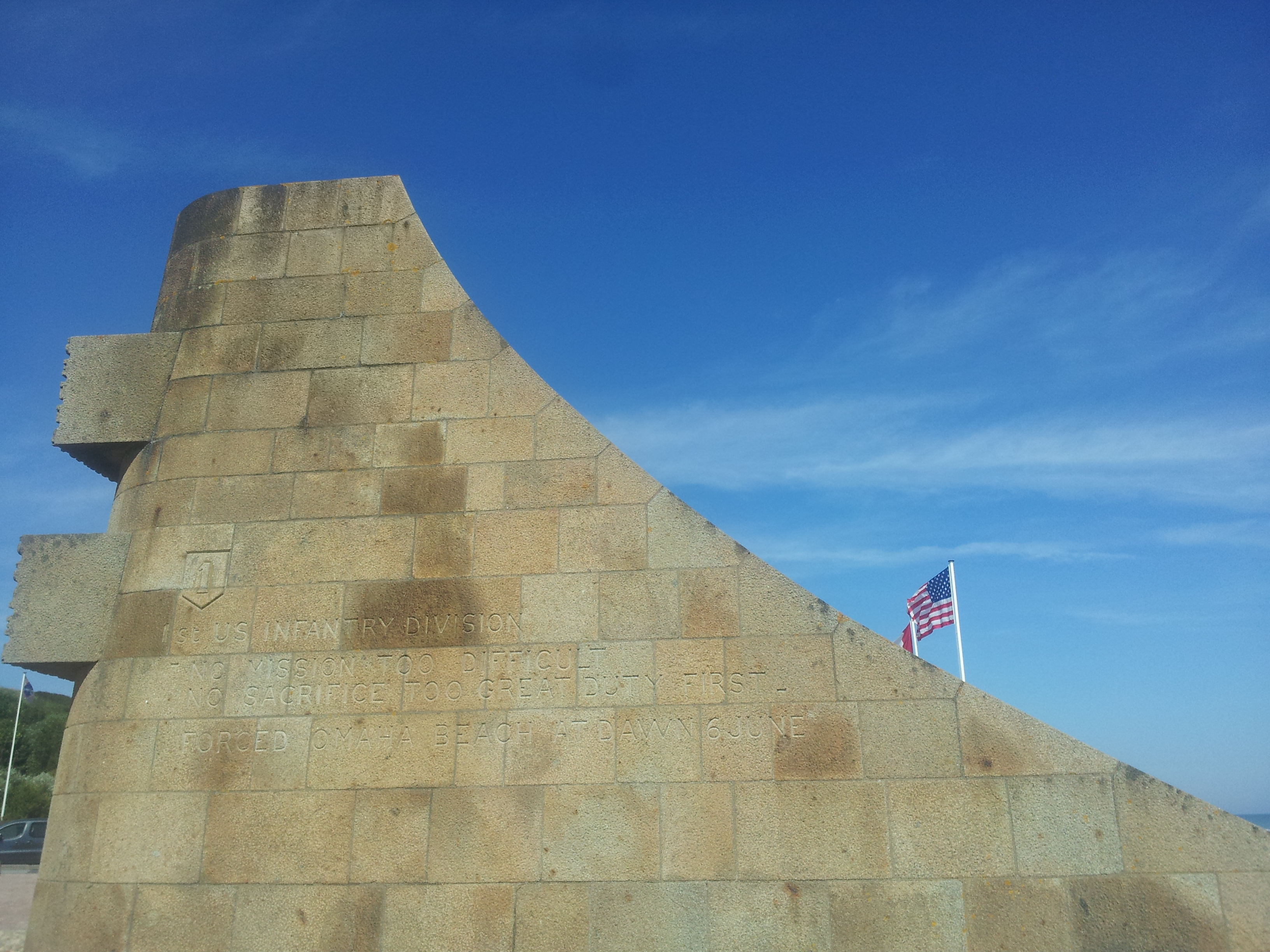
Monument a la 1a Divisió d'Infanteria a la platja d'Omaha.

Poc després de la invasió alemanya de Polònia, que va donar inici a la Segona Guerra Mundial a Europa, la 1a Divisió d'Infanteria, sota el comandament del major general Walter Short, va ser traslladada a Fort Benning, Geòrgia, el 19 de novembre de 1939, on va donar suport a l'Escola d'Infanteria de l'Exèrcit dels Estats Units com a part dels preparatius de mobilització americans. Després es va traslladar a la zona de la parròquia de Sabine, Louisiana, l'11 de maig de 1940 per participar en les Maniobres de Louisiana. La divisió es va traslladar a Fort Hamilton, Brooklyn, el 5 de juny de 1940, on va passar més de sis mesos abans de traslladar-se a Fort Devens, Massachusetts, el 4 de febrer de 1941. Com a part del seu entrenament aquell any, la divisió va participar en les Maniobres de Carolina d'octubre i novembre abans de tornar a Fort Devens, Massachusetts, el 6 de desembre de 1941.
Un dia després, el 7 de desembre de 1941, els japonesos van atacar Pearl Harbor i, quatre dies després, Alemanya va declarar la guerra als Estats Units, cosa que va involucrar els Estats Units en el conflicte. La divisió va rebre l'ordre d'anar a Camp Blanding, Florida, tan aviat com es van poder recollir els trens i el temps hivernal ho va permetre, i va arribar el 21 de febrer de 1942. La divisió, ara sota el comandament del major general Donald C. Cubbison, va ser reorganitzada i reformada amb nou equipament, sent reanomenada 1a Divisió d'Infanteria el 15 de maig de 1942. En una setmana, la divisió va tornar al seu antic lloc a Fort Benning, Geòrgia, des d'on va ser enviada el 21 de juny de 1942 a la Reserva Militar d'Indiantown Gap per a la preparació final del desplegament a l'estranger en temps de guerra. La divisió, ara sota el comandament del major general Terry Allen, un distingit veterà de la Primera Guerra Mundial, va sortir del port d'embarcament de Nova York l'1 d'agost de 1942, va arribar a Beaminster, al sud-oest d'Anglaterra, aproximadament una setmana després, i va partir el 22 d'octubre de 1942 per a l'assalt amfibi de combat del nord d'Àfrica.:75, 622
Com a part del II Cos, la divisió va desembarcar a Oran, Algèria, el 8 de novembre de 1942 com a part de l'operació Torxa, la invasió aliada del Nord d'Àfrica francès. Elements de la divisió van participar en combats a Maktar, Tebourba, Medjez el Bab, la batalla del pas de Kasserine (on les forces americanes van ser rebutjades) i Gafsa. Després va liderar l'assalt aliat en combats brutals a El Guettar, Béja i Mateur. La 1a Divisió d'Infanteria va estar en combat a la campanya de Tunísia del 21 de gener de 1943 al 9 de maig de 1943, ajudant a assegurar Tunísia. La campanya va acabar pocs dies després, amb la rendició de gairebé 250.000 soldats de l'Eix. Després de mesos de combats gairebé continus, la divisió va tenir un breu descans abans d'entrenar-se per a la següent operació.

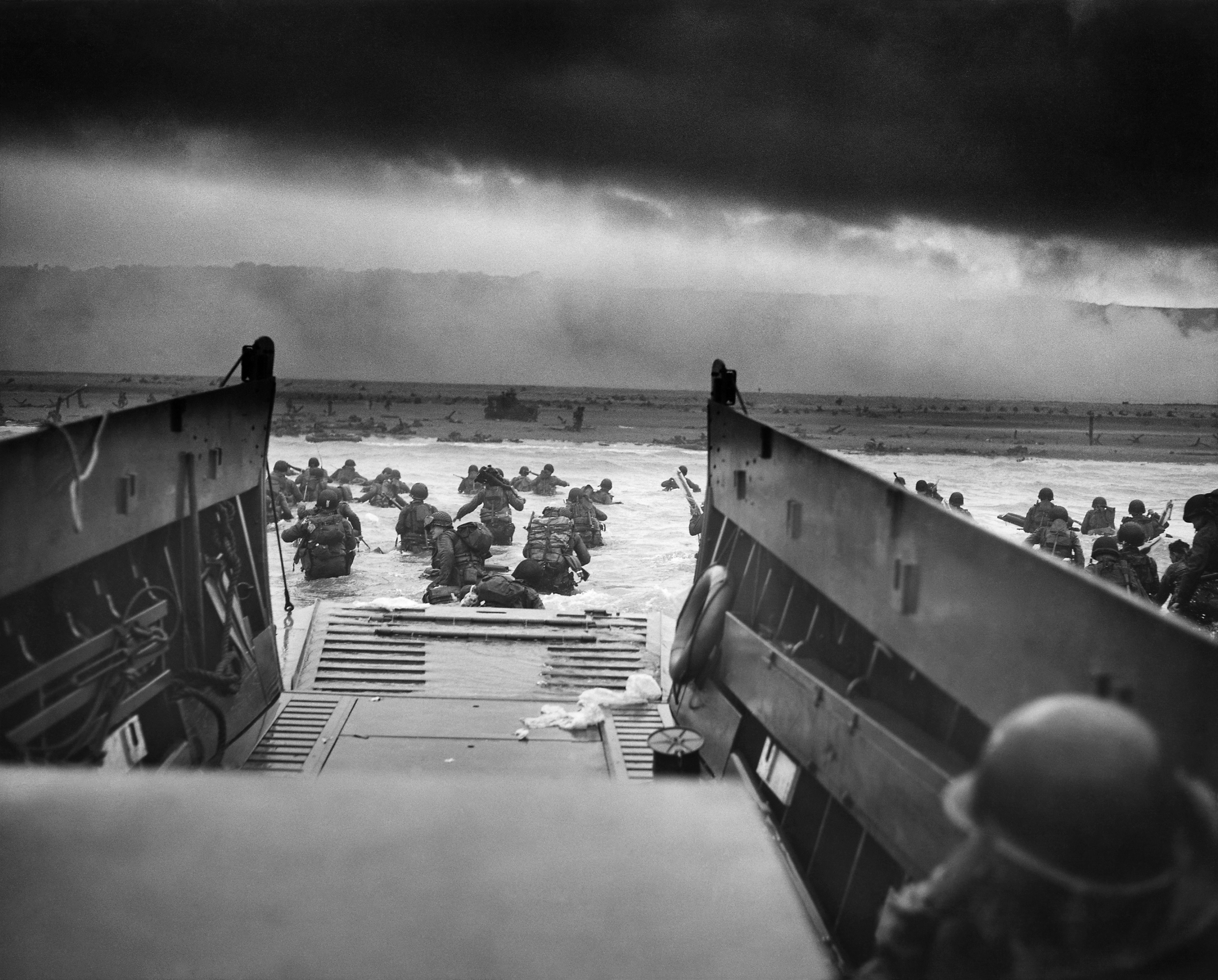
Into the Jaws of Death: Un LCVP de la Guàrdia Costanera de l'USS Samuel Chase desembarca de la Companyia A, 1r Batalló, 16è Regiment d'Infanteria, que assalta la platja d'Omaha el matí del 6 de juny de 1944.

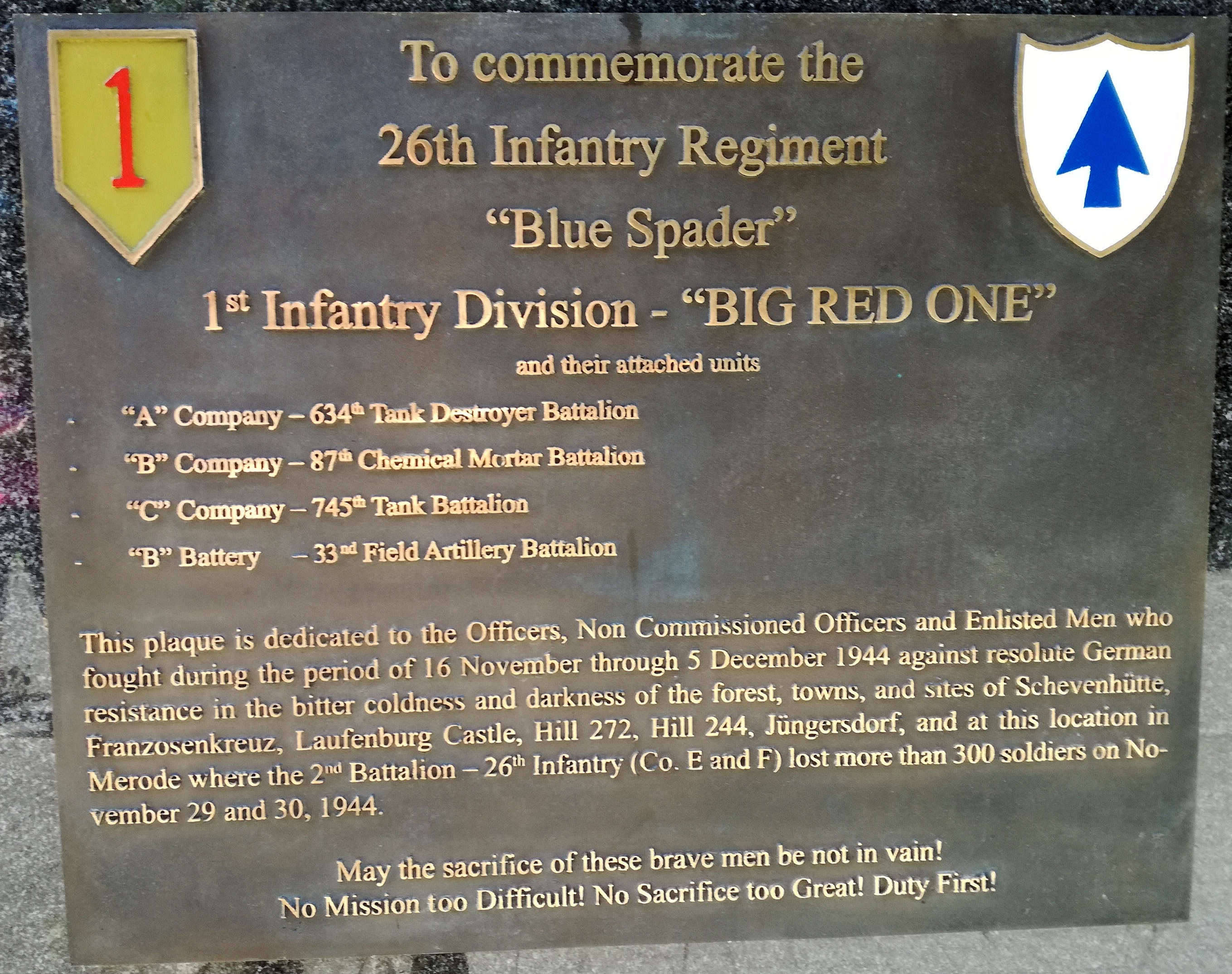
Placa commemorativa en una casa de Merode, Alemanya, en record dels soldats de la 1a Divisió d'Infanteria perduts en acció a Merode el 1944.

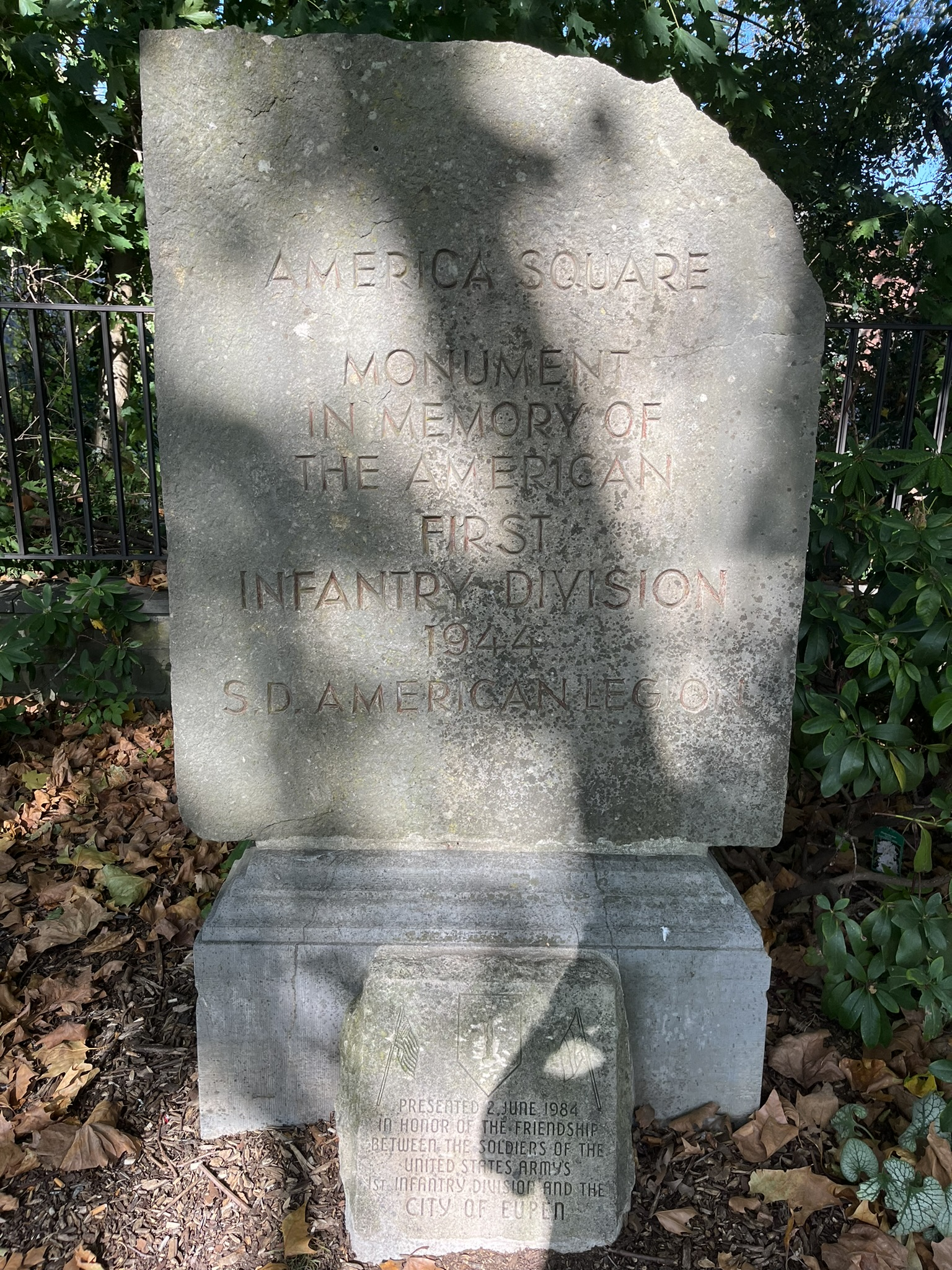
Pedra commemorativa de l'alliberament d'Eupen, Bèlgica, per la 1a Divisió d'Infanteria.

El juliol de 1943, la divisió va participar en la invasió aliada de Sicília, amb el nom en clau Operació Husky, encara sota el comandament del major general Allen. El tinent general George S. Patton, al comandament del Setè Exèrcit dels Estats Units, va sol•licitar específicament la divisió com a part de les seves forces per a la invasió de Sicília. Encara estava assignada al II Cos. A Sicília, la 1a Divisió va participar en accions intenses en realitzar desembarcaments amfibis oposats als tancs italians i alemanys a la batalla de Gela. La 1a Divisió va avançar pel centre de Sicília, avançant per les muntanyes juntament amb la 45a Divisió d'Infanteria. En aquestes muntanyes, la divisió va veure alguns dels combats més durs de tota la campanya siciliana a la batalla de Troina; algunes unitats van perdre més de la meitat dels seus efectius en l'assalt a la ciutat de muntanya. El 7 d'agost de 1943, el major general Allen va ser rellevat del seu comandament pel tinent general Omar Bradley, que aleshores comandava el II Cos. Allen va ser substituït pel major general Clarence R. Huebner que, com Allen, era un veterà condecorat de la Primera Guerra Mundial que havia servit a la 1a Divisió d'Infanteria durant tota la guerra.
Quan va acabar aquella campanya, la divisió va tornar a Anglaterra, i hi va arribar el 5 de novembre de 1943:622 per preparar-se per a l'eventual invasió de Normandia. Un equip de combat regimental de la 1a Divisió d'Infanteria i un equip de combat regimental de la 29a Divisió d'Infanteria, així com les companyies A, B i C del 2n Batalló de Rangers i del 5è Batalló de Rangers, van formar la primera onada de tropes que van assaltar les defenses de l'exèrcit alemany a la platja d'Omaha el dia D. La divisió va haver de córrer 300 iardes per arribar als penya-segats, i algunes de les unitats de la divisió van patir un 30% de baixes durant la primera hora de l'assalt, i va assegurar Formigny i Caumont al cap de platja al final del dia. La divisió va seguir l'irrupció de Saint-Lô amb un atac a Marigny, Manche, el 27 de juliol de 1944.

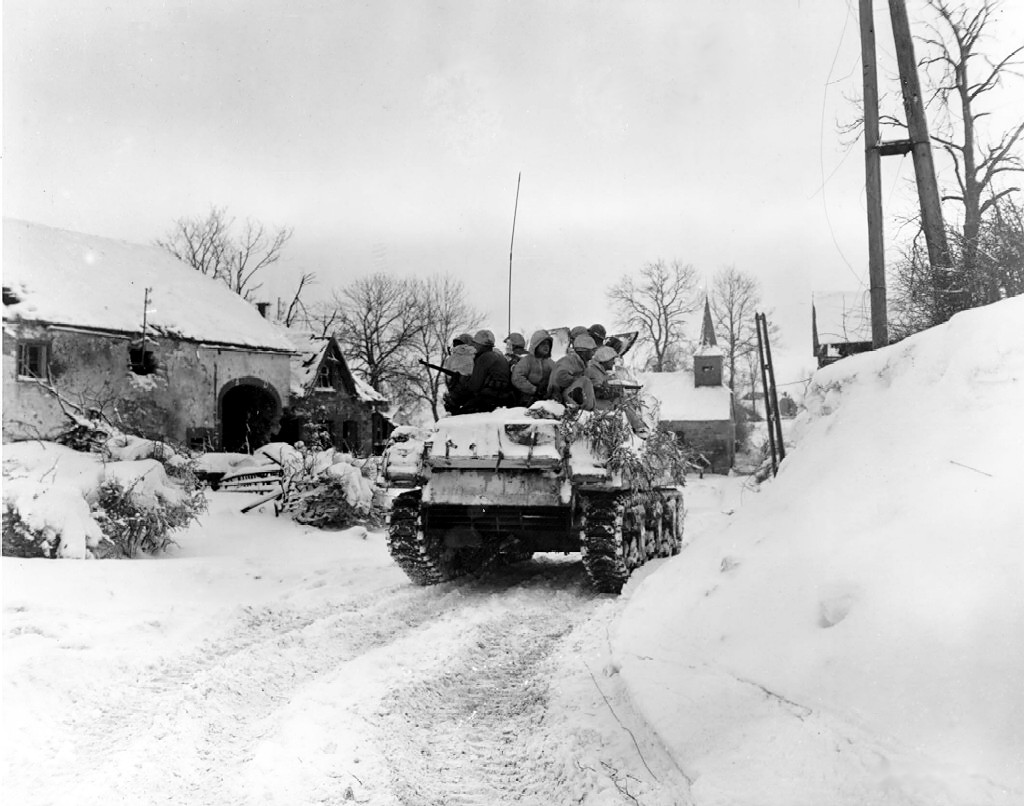
Membres de la Companyia 'I' del 3r Batalló, 16è Regiment d'Infanteria, cavalquen en un tanc durant el seu avanç sobre la ciutat de Schopen, Bèlgica, el 21 de gener de 1945.

La divisió va travessar França en una ofensiva contínua. Va fer un gran nombre de presoners durant la batalla de la bossa de Mons i va arribar a la frontera alemanya a Aquisgrà al setembre, convertint-se en una de les primeres unitats a disparar artilleria en territori alemany. La divisió va assetjar Aquisgrà, prenent la ciutat després d'un assalt directe el 21 d'octubre de 1944. La 1a Divisió va atacar a l'est d'Aquisgrà [a través del [batalla del Bosc de Hürtgen|bosc de Hürtgen]], avançant fins al Ruhr, i va ser traslladada a una zona del darrere el 7 de desembre de 1944 per reequipar-se i descansar després de 6 mesos de combat. Quan es va llançar l'ofensiva alemanya Wacht Am Rhein (comunament anomenada la batalla de les Ardenes) el 16 de desembre de 1944, la divisió, ara comandada pel major general Clift Andrus, va ser traslladada ràpidament al front de les Ardenes. Lluitant contínuament des del 17 de desembre de 1944 fins al 28 de gener de 1945, la divisió va ajudar a esmorteir i revertir l'ofensiva alemanya. Aleshores, la divisió va atacar i va tornar a trencar la Línia Siegfried, va lluitar a través del Ruhr el 23 de febrer de 1945 i va continuar fins al Rin, creuant-lo pel cap de pont de Remagen el 15 i 16 de març. La divisió va sortir del cap de pont, va participar en l'encerclament de la bossa del Ruhr, va capturar Paderborn, va avançar travessant les muntanyes de Harz i va arribar fins a Txecoslovàquia, lluitant a Kynšperk nad Ohří, Prameny i Mnichov (districte de Domažlice) quan va acabar la guerra a Europa. Disset membres de la divisió van ser guardonats amb la Medalla d'Honor durant la Segona Guerra Mundial.

### Baixes
- Total de baixes en batalla: 20.659 (15.374 a Europa, 5.285 al nord d'Àfrica i Sicília)
- Morts en acció: 3.616 (2.713 a Europa, 903 al nord d'Àfrica i Sicília)
- Ferits en acció: 15.208 (11.527 a Europa, 3.681 al nord d'Àfrica i Sicília)
- Desapareguts en acció: 499 (329 a Europa, 170 al nord d'Àfrica i Sicília)
- Presoners de guerra: 1.336 (805 a Europa, 531 al nord d'Àfrica i Sicília)
- Dies de combat: 443 (292 a Europa, 151 al nord d'Àfrica i Sicília)

### Distincions i presoners fets
- Citació Presidencial d'Unitat :
  - Companyia K, 18è Regiment d'Infanteria, per a l'acció en combat el 23 de març de 1943 (Ordre General del Departament de Guerra núm. 60, 1944)
  - 32è Batalló d'Artilleria de Camp, per a l'acció en combat del 21 al 24 de març de 1943 (Ordre General del Departament de Guerra núm. 66, 1945)
  - 2n Batalló, 18è Regiment d'Infanteria, per a l'acció en combat el 23 d'abril de 1943 (Ordre General del Departament de Guerra núm. 4, 1945)
  - 1r Batalló, 16è Regiment d'Infanteria, per a l'acció en combat del 29 al 30 d'abril de 1943 (Ordre General del Departament de Guerra núm. 60, 1944)
  - 2n Batalló, 16è Regiment d'Infanteria, per a l'acció en combat del 10 al 13 de juliol de 1943 (Ordre General del Departament de Guerra núm. 60, 1944)
  - 1r Batalló, 16è Regiment d'Infanteria, per a l'acció en combat del 10 al 14 de juliol de 1943 (Ordre General del Departament de Guerra núm. 60, 1944)
  - Companyia de Canons, 16è Regiment d'Infanteria, per a l'acció en combat de l'11 al 13 de juliol de 1943 (Ordre General del Departament de Guerra núm. 60, 1944)
  - 16è Regiment d'Infanteria, per a l'acció en combat el 6 de juny de 1944 (Ordre General del Departament de Guerra núm. 73, 1944)
  - 18è Regiment d'Infanteria, per a l'acció en combat del 6 al 16 de juny de 1944 (Ordre General del Departament de Guerra núm. 14, 1945)
  - 1r Batalló, 26è Regiment d'Infanteria, per a l'acció en combat del 13 al 22 de setembre de 1944 (Ordre General del Departament de Guerra núm. 42, 1945)
  - 18è Regiment d'Infanteria, per a l'acció en combat del 8 al 10 d'octubre de 1944 (Ordre General del Departament de Guerra núm. 42, 1945)
  - 3r Batalló, 18è Regiment d'Infanteria, per a l'acció en combat del 8 al 19 d'octubre de 1944 (Ordre General del Departament de Guerra núm. 30, 1945)
  - Companyies G i L, 16è Regiment d'Infanteria, per a l'acció en combat del 15 al 17 d'octubre de 1944 (Ordre General del Departament de Guerra núm. 14, 1945)
  - 1r Batalló, 16è Regiment d'Infanteria, per a l'acció en combat del 16 al 19 de novembre de 1944 (Ordre General del Departament de Guerra núm. 120, 1946)
  - 2n Batalló, 16è Regiment d'Infanteria, per a l'acció en combat del 18 al 26 de novembre de 1944 (Ordre General del Departament de Guerra núm. 120, 1946)
  - 3r Batalló, 16è Regiment d'Infanteria, per a l'acció en combat del 16 al 26 de novembre de 1944 (Ordre General del Departament de Guerra núm. 120, 1946)
  - Companyia F, 18è Regiment d'Infanteria, per a l'acció en combat el 2 de febrer de 1945 (Ordre General del Departament de Guerra núm. 29, 1946)

- Medalla d'Honor - 17
- Creu del Servei Distingit - 131
- Legió del Mèrit – 16
- Estrella de Plata – 4.258
- Medalla del Soldat - 100
- Estrella de Bronze – 12.568
- Medalla de l'Aire - 65
- Presoners capturats: 188,382
- Dies de combat: 443

### Assignacions en teatres europeus i nord-africans
1. 1 de febrer de 1943: II Cos, Primer Exèrcit Britànic, 18è Grup d'Exèrcits
2. Juliol de 1943: II Cos, Setè Exèrcit Estatunidenc, 15è Grup d'Exèrcits
3. 1 de novembre de 1943: Primer Exèrcit  Estatunidenc .[note 1]
4. 6 de novembre de 1943: VII Cos.
5. 2 de febrer de 1944: V Cos, Primer Exèrcit, 21è Grup d'Exèrcits Britànic
6. 14 de juliol de 1944: Primer Exèrcit.
7. 15 de juliol de 1944: VII Cos, Primer Exèrcit.
8. 1 d'agost de 1944: VII Cos, Primer Exèrcit, 12è Grup d'Exèrcits.
9. 16 de desembre de 1944: V Cos, Primer Exèrcit, 12è Grup d'Exèrcits.
10. 20 de desembre de 1944: Adjunt, amb tot el Primer Exèrcit, al 21è Grup d'Exèrcits Britànic.
11. 26 de gener de 1945: XVIII Cos Aerotransportat, Primer Exèrcit, 12è Grup d'Exèrcits.
12. 12 de febrer de 1945: III Cos.
13. 8 de març de 1945: VII Cos, Primer Exèrcit, 12è Grup d'Exèrcits.
14. 27 d'abril de 1945: VIII Cos.
15. 30 d'abril de 1945: V Cos, Primer Exèrcit, 12è Grup d'Exèrcits.
16. 6 de maig de 1945: Tercer Exèrcit dels Estats Units, 12è Grup d'Exèrcits.

## Guerra Freda

### 1950s–1970s
Durant la Guerra de Corea, la Big Red One va ser assignat a tasques d'ocupació a Alemanya, mentre actuava com a element dissuasiu estratègic contra els designis soviètics a Europa. Les tropes de la 1a Divisió d'Infanteria van assegurar els judicis per crims de guerra de Nuremberg i més tard van transportar set criminals de guerra nazis condemnats a la presó de Spandau a Berlín.
El 1955, els colors de la divisió van abandonar Alemanya i es van traslladar a Fort Riley, Kansas.

### Dècades del 1950–1970
Després del seu retorn d'Alemanya, la 1a Divisió d'Infanteria va establir el seu quarter general a Fort Riley, Kansas. Les seves tropes es van reorganitzar i entrenar per a la guerra a Fort Riley i en altres llocs. El 1962 i el 1963, quatre grups de batalla pentòmics de la 1a Divisió d'Infanteria (2n Grup de Batalla, 12è Regiment d'Infanteria; 1r Grup de Batalla, 13è Regiment d'Infanteria; 1r Grup de Batalla, 28è Regiment d'Infanteria; i 2n Grup de Batalla, 26è Regiment d'Infanteria) van rotar, al seu torn, a Berlín Oest, Alemanya, per augmentar la Brigada de Berlín de l'exèrcit dels Estats Units durant una crisi internacional iniciada per la construcció del Mur de Berlín. Aquestes "Operacions de Llarg Impuls" van ser els desplegaments més significatius duts a terme per les tropes de la 1a Divisió d'Infanteria durant la Guerra Freda, posant les tropes del Gran Vermell enfrontades a forces comunistes hostils.

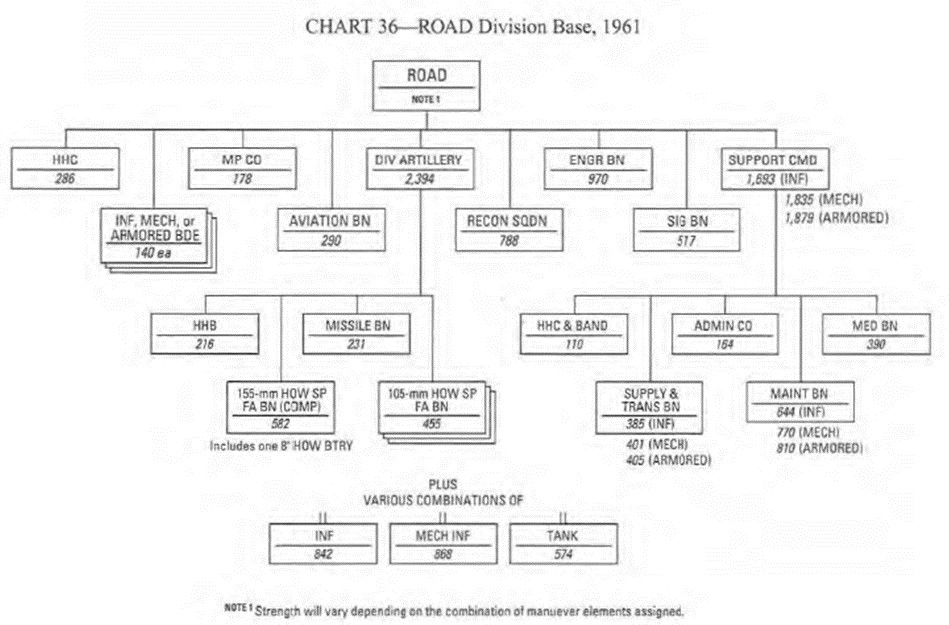
Organigrama estàndard per a una divisió ROAD

Des de l'aprovació del president Kennedy el 25 de maig de 1961, les divisions de l'exèrcit van començar a convertir-se a l'estructura de la "Divisió Objectiva de Reorganització de l'Exèrcit de 1965" (ROAD) a principis de 1962. Mentre que el gruix de la divisió es va traslladar a Fort Riley l'abril de 1970 (els colors van tornar a Kansas des del Vietnam) en substitució de la 24a Divisió d'Infanteria inactivada, la seva 3a Brigada, el component de substitució de la Divisió Avançada del REFORGER per a la 24a Divisió d'Infanteria inactivada, una barreja de cavalleria i infanteria, va ser desplegada avançadament a Alemanya. Inicialment, la brigada estava estacionada a Sheridan Kaserne, Augsburg, i posteriorment es va traslladar a Cooke Barracks a Göppingen, amb quatre batallons (dos d'infanteria i dos blindats) i el 1r Esquadró del 4t de Cavalleria estacionats a Stuttgart/Boeblingen (Panzer Kaserne) i el batalló d'artilleria de camp a Neu Ulm (Wiley Kaserne) amb el 1r Batalló del 26è d'Infanteria a Göppingen i el 3r Batalló del 63è Blindat a Augsburg. La Divisió Avançada va ser inactivada el 15 d'agost de 1991 i la Gran Vermella es va convertir en una divisió de dues brigades amb una brigada de "rotondament" de la Guàrdia Nacional assignada.

### Guerra del Vietnam

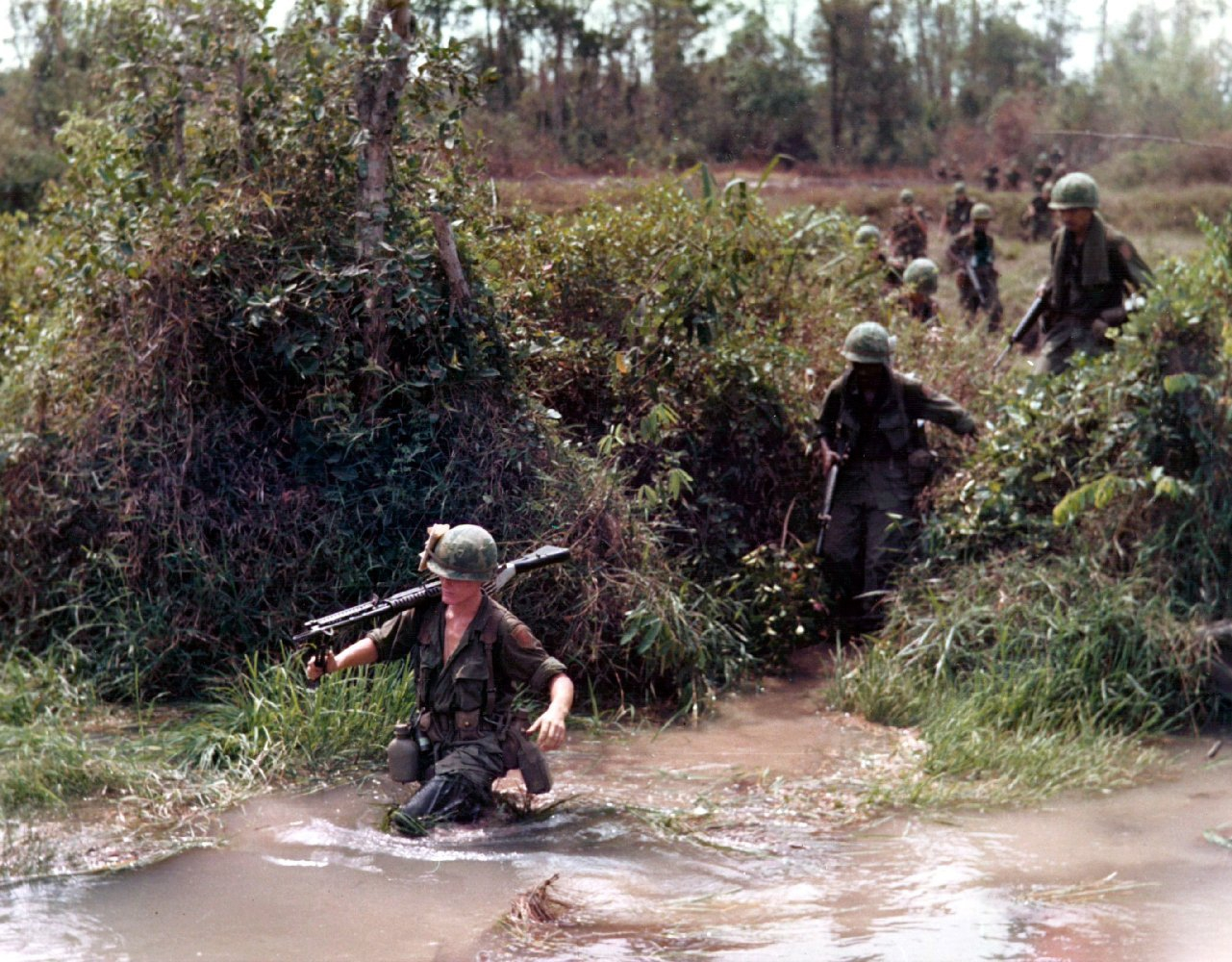
Soldats de la 1a Divisió d'Infanteria durant una operació al Vietnam del Sud el 1968

La divisió va lluitar a la guerra del Vietnam de 1965 a 1970.
En arribar el juliol de 1965, la divisió va començar les operacions de combat en dues setmanes. A finals de 1965, la divisió havia participat en tres operacions importants: Hump, Bushmaster 1 i Bushmaster II, sota el comandament del MG Jonathan O. Seaman.
El 1966, la divisió va participar en les operacions Marauder, Crimp II i Rolling Stone, totes a principis d'any. Al març, el major general William E. DePuy va assumir el comandament. Al juny i al juliol, la divisió va participar en les batalles d'Ap Tau O, Srok Dong i la Carretera Minh Thanh.
El 1967 la divisió va participar en les peracions Cedar Falls, Junction City, Manhattan, Billings i Shenandoah II. El MG John H. Hay va assumir el comandament al febrer. El 17 de juny de 1967, durant l'operació Billings, la divisió va patir 185 baixes, 35 morts i 150 ferits a la batalla de Xom Bo II. Tres mesos després, el 17 d'octubre de 1967, la divisió va patir moltes baixes a la batalla d'Ong Thanh amb 58 morts.
La divisió va participar en l'ofensiva del Tet de 1968, assegurant la base aèria de Tan Son Nhut. Al març, el MG Keith L. Ware va assumir el comandament. Aquell mateix mes, la divisió va participar en l'operació Quyet Thang ("Decidir-se a guanyar") i a l'abril la divisió va participar en l'operació més gran de la guerra del Vietnam, l'operació Toan Thang ("Victòria segura"). El 13 de setembre, Ware va morir en acció quan el seu helicòpter de comandament va ser abatut pel foc antiaeri enemic durant la batalla de Lộc Ninh. El MG Orwin C. Talbott va ascendir del seu càrrec de comandant adjunt de la divisió per assumir el comandament de la divisió.
Durant la primera meitat de 1969, la divisió va dur a terme operacions de reconeixement en força i emboscades, incloent-hi la  multidivisional operació Atlas Wedge. L'última part de l'any, la divisió va participar en les operacions Dong Tien ("Progrés Junts"). Aquestes operacions tenien com a objectiu ajudar les forces sud-vietnamites a tenir un paper més actiu en el combat. A l'agost, el major general Albert E. Milloy va prendre el comandament de la divisió mentre la divisió participava en batalles al llarg de la Carretera Nacional 13, coneguda com a Carretera del Tro fins a finals d'any.
El gener de 1970 es va anunciar que la divisió tornaria a Fort Riley. La divisió va abandonar oficialment el Vietnam del Sud el 7 d'abril de 1970, quan el comandant de la divisió, el general de brigada John Q. Henion, va deixar la base aèria de Bien Hoa i va retornar els colors a Fort Riley. 11 membres de la divisió van ser guardonats amb la Medalla d'Honor. Durant la seva participació a la guerra del Vietnam, la divisió va perdre 6.146 morts en acció, i 16.019 ferits més. Vint dels seus membres van ser fets presoners de guerra.

#### Ordre de batalla al Vietnam
- 1a Brigada, 1a Divisió d'Infanteria, octubre de 1965 – abril de 1970
- 1r Batalló/16a Inf oct. 1965 – nov. 1966
- 1r Batalló/28a Inf oct. 1965 – abr. 1970
- 2n Batalló/28a Inf oct. 1965 – nov. 1966
- 1r Batalló/2a Inf des. 1966 – abr. 1970
- 1r Batalló/26a Inf des. 1966 – gen. 1970
- 2n Batalló(M)/2a Inf febr. 1970 – abr. 1970
- 2n Batalló/28a Inf [2] febr. 1970 – abr. 1970
- 1r Batalló/5è Art (105mm How) DS
- 1r Batalló oct. 1965 – abr. 1970
- 2a Brigada, 1a Divisió d'Inf, juliol de 1965 – abril de 1970
- 2n Batalló/16a Inf Juliol 1965 – Abril 1970
- 1r Batalló/18a Inf Juliol 1965 – Gener 1970
- 2n Batalló/18a Inf Juliol 1965 – Abril 1970
- 1r Batalló(M)/16a Inf Febrer 1970 – Abril 1970
- 1r Batalló/7è Art (105mm How) DS
- 2n Batalló Octubre 1965 – Abril 1970

Així doncs, la brigada no va tenir cap batalló d'artilleria durant el període de juliol a setembre de 1965.
- 3a Brigada, 1a Divisió d'Infanteria, octubre de 1965 – abril de 1970
- 1r Batalló/2a Inf oct. 1965 – nov. 1966
- 2n Batalló/2a Inf oct. 1965 – febr. 1969 mecanitzat al gener de 1965
- 1r Batalló/26a Inf oct. 1965 – nov. 1966
- 1r Batalló/16a Inf des. 1966 – gen. 1970 mecanitzat ca oct. 1968
- 2n Batalló/28a Inf des. 1966 – gen. 1970
- 2n Batalló(M)/2a Inf [2] abr. 1969 – gen. 1970
- 1r Batalló/18a Inf febr. 1970 – abr. 1970
- 1r Batalló/26a Inf febr. 1970 – abr. 1970
- 2n Batalló/33è Art (105mm How) DS
- 3r Batalló oct. 1965 – Abril de 1970
- 2n Batalló (M)/2a Infanteria amb la 1a Divisió de Cavalleria, març de 1969

### REFORGER

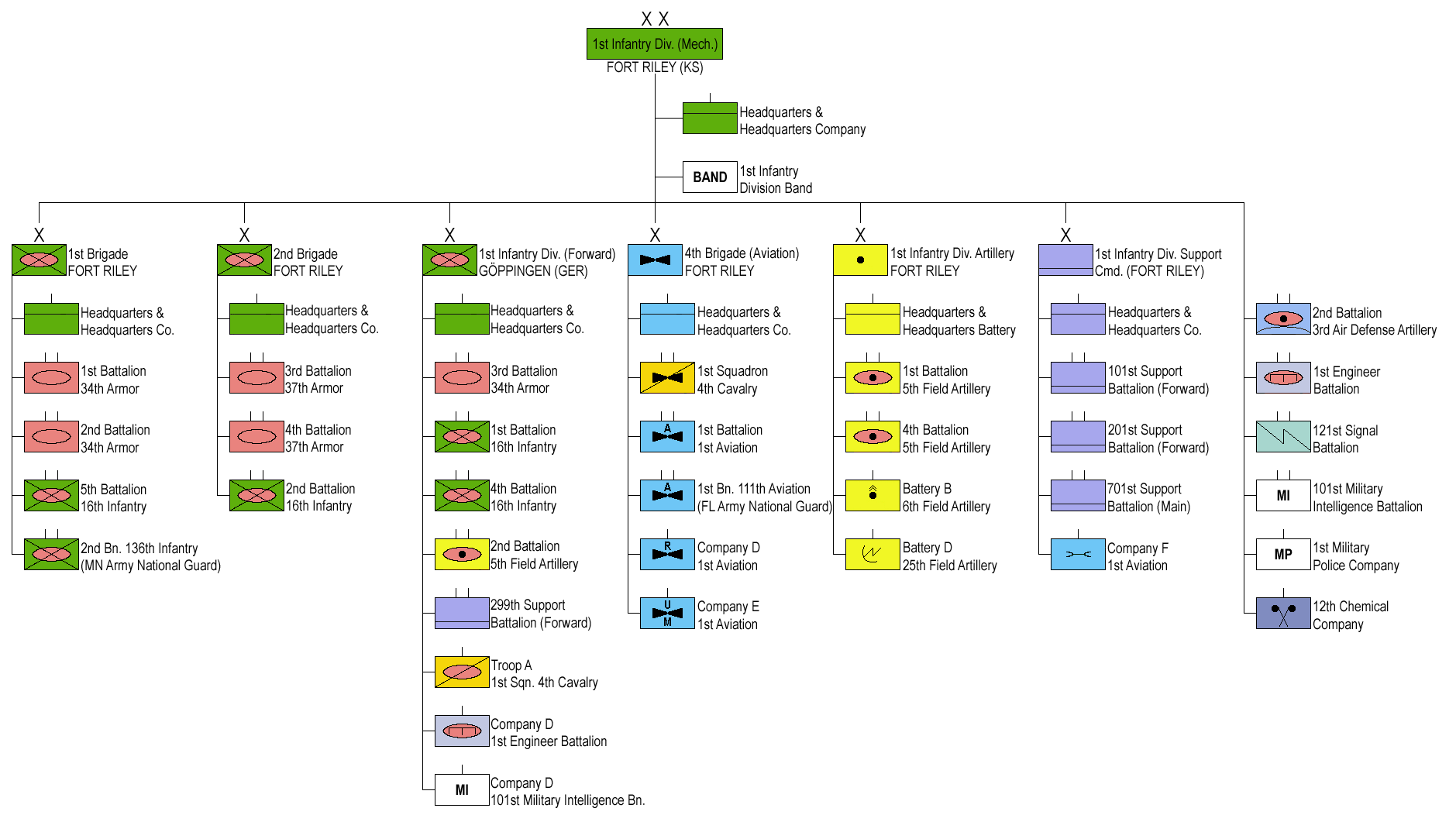
Estructura de la 1a Divisió d'Infanteria (Mecanitzada) 1989

La divisió va participar en el REFORGER (Retorn de les Forces a Alemanya) tots els anys. El REFORGER va ser el conjunt més gran de maniobres terrestres de l'OTAN des del final de la Segona Guerra Mundial. El grup va dur a terme vigilància a la frontera entre Txecoslovàquia i Alemanya durant la Guerra Freda .

## L'era posterior a la Guerra Freda

### Primera Guerra del Golf
La divisió, comandada pel major general Thomas G. Rhame, també va participar en l'Operació Tempesta del Desert. Les dues brigades de maniobra de la divisió des de Fort Riley es van completar amb l'addició de dos batallons de tancs (2n i 3r, 66è Blindat), un batalló d'infanteria (1r- 41è d'Infanteria) i un batalló d'artilleria de camp (4t-3 FA) ) de la 2a Divisió Blindada (Avançada) a Alemanya. La divisió va tenir un paper important a la batalla de Norfolk. Armes de combat específiques i unitats de suport de combat del 3r Batalló, el 37è Blindat i altres van ser responsables de la bretxa inicial de les defenses iraquianes, proporcionant passos posteriors per a la resta del VII Cos, cosa que va fer que la 26a Divisió d'Infanteria iraquiana fos derrotada i es fessin 2.600 presoners de guerra. La divisió va continuar amb el posterior assalt de 260 quilòmetres (160 milles) de llargada al territori ocupat per l'Iraq durant més de 100 hores, enfrontant-se a onze divisions iraquianes, destruint 550 tancs, 480 vehicles blindats de transport de personal i fent 11.400 presoners. L'artilleria de la 1a Divisió d'Infanteria, inclòs el batalló 4-3 FA, va ser decisiva durant les operacions de combat realitzant múltiples incursions i missions de foc. Aquestes operacions de combat van resultar en la destrucció de 50 tancs enemics, 139 APC, 30 sistemes de defensa aèria, 152 peces d'artilleria, 27 llançamíssils, 108 morters, 548 vehicles amb rodes, 61 línies de trinxeres i posicions de búnquer, 92 objectius d'infanteria atrinxerats i oberts, i 34 llocs logístics. A primera hora del matí del 28 de febrer de 1991, la divisió havia pres posició al llarg de la "Carretera de la Mort", impedint qualsevol retirada iraquiana. Els tancs blindats HHC, Alpha, Bravo, Charlie i Delta 3/37 de la divisió, els HHC, Alpha, Bravo, Charlie i Delta 4/37 Blindat, i el 1r Esquadró, 4t Regiment de Cavalleria (1/4 CAV), van rebre la tasca d'assegurar la ciutat de Safwan, a l'Iraq, i l'aeròdrom on els iraquians van ser obligats més tard a signar l'acord de rendició.
També hi va haver l'"assalt de bulldozers", en què les Brigades 1a i 2a de la 1a Divisió d'Infanteria (Mecanitzada) van utilitzar arades de mina muntades en tancs i excavadores de combat per enterrar els soldats iraquians que defensaven la fortificada "Línia Saddam". Mentre aproximadament 2.000 homes es van rendir, escapant de la mort, un article de diari va informar que els comandants nord-americans van estimar que milers de soldats iraquians havien estat enterrats vius durant l'assalt de dos dies entre el 24 i el 25 de febrer de 1991.
El 1996, els colors de la divisió es van traslladar a la ciutat alemanya de Würzburg (substituint la 3a Divisió d'Infanteria, que s'havia traslladat a Fort Stewart, Geòrgia). La divisió va romandre a Alemanya fins al 2006, quan es van arriar els colors i es van traslladar (de nou) a Fort Riley, Kansas.

### Els Balcans

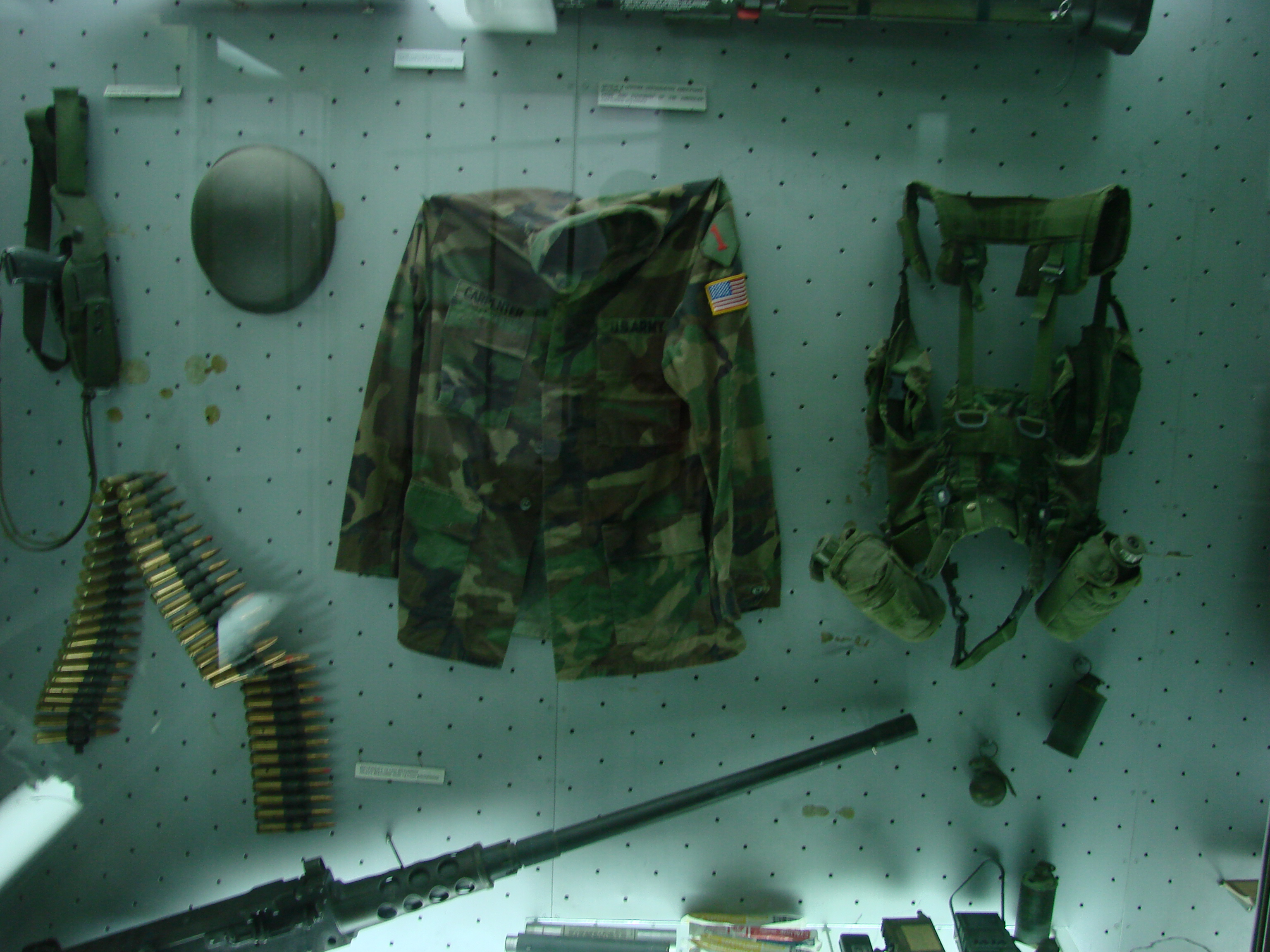
Equipament capturat d'un soldat de la 1a ID exposat al museu de Belgrad

L'esquadró de cavalleria divisional, 1r Esquadró i 4t de Cavalleria dels Estats Units, es va desplegar a Bòsnia com a part de la missió inicial de l'IFOR de gener a desembre de 1996. L'esquadró tenia la base al Camp Alicia, prop de la ciutat de Kalesija. L'Equip de Combat de la 2a Brigada (Dagger) es va desplegar a Bòsnia com a part de l'IFOR (i la posterior SFOR) des de l'octubre de 1996 fins a l'abril de 1997. La 2a Brigada va ser substituïda per elements de la 3a Brigada i la brigada d'aviació de la divisió. Unitats de l'Equip de Combat de la 1a Brigada (Devil) també es van desplegar a Bòsnia com a part de l'SFOR6 ("Operació Joint Forge") des de l'agost de 1999 fins a l'abril de 2000.

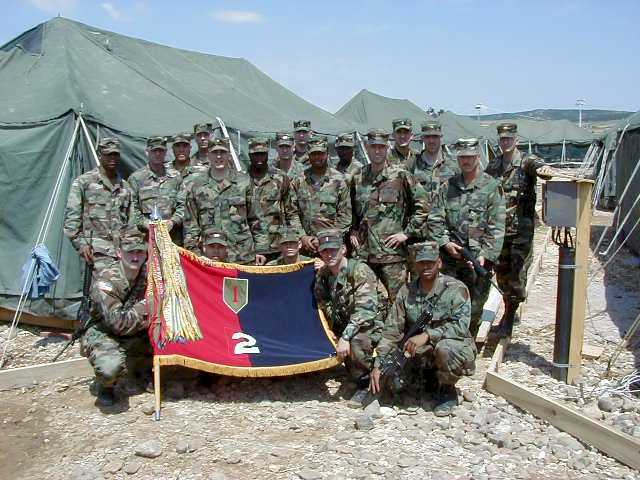
Kosovo, 1999, 2BDE/1a Divisió

Elements de la divisió, incloent-hi personal i unitats de les brigades 2a, 3a i d'aviació, van servir a Kosovo. Durant la guerra de Kosovo, tres soldats van ser capturats per les forces sèrbies, però van ser alliberats posteriorment després de les converses de pau.
Unitats de la 1a Divisió d'Infanteria van servir a Kosovo com a part de la Força de Kosovo (KFOR) 1A i KFOR 1B liderada per l'OTAN des del juny de 1999 fins al juny de 2000, i després de nou per a la KFOR 4A i 4B des del maig de 2002 fins al juliol de 2003.

### Iraq 2003 i 2004

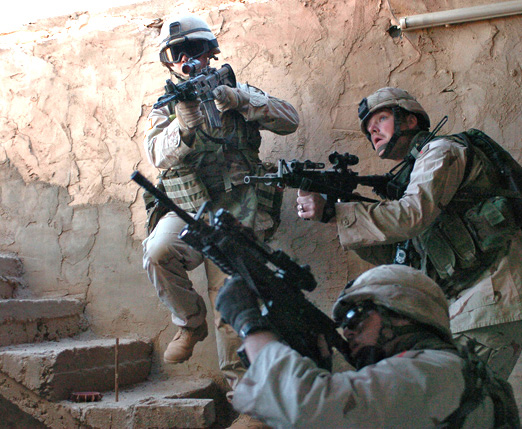
Soldats de la 1a Divisió d'Infanteria netejant un edifici a Fallujah, 19 de novembre de 2004.

El gener de 2003, el quarter general de la divisió es va desplegar a Turquia per comandar i controlar les Forces de l'Exèrcit de Turquia (ARFOR-T) amb la missió de rebre i traslladar la 4a Divisió d'Infanteria a través de Turquia i al nord de l'Iraq. L'organització de la tasca incloïa la Divisió HHC, 1-4 Cavalleria, 1-26 Infanteria, 1-6 Artilleria de Camp, 2-1 Aviació, Brigada d'Enginyers HHC, 9è Enginyers, HHC DISCOM, 701 Batalló Principal de Suport, 601 Batalló de Suport d'Aviació, 4-3 Artilleria de Defensa Aèria, 101 Batalló d'Intel·ligència Militar, 121 Batalló de Senyals, 12a Companyia Química i altres unitats de l'Exèrcit dels Estats Units a Europa, incloent-hi el Comandament de Suport del Teatre. La divisió va obrir tres ports marítims, dos aeroports, tres llocs de comandament i centres de suport de combois al llarg d'una ruta de 500 milles des de la costa turca, a través de Mardin, fins a la frontera nord iraquiana. Quan el govern turc va votar per negar l'accés de les forces terrestres nord-americanes a Turquia, l'ARFOR-T va col·lapsar la línia de comunicació i es va redistribuir a les estacions d'origen alemanyes l'abril de 2003.
El batalló 1-63 Blindat de l'Equip de Combat de la 3a Brigada es va desplegar a Kirkuk, Iraq, des de Rose Barracks, Alemanya, durant el primer desplegament de la Força de Tasques Immediata (IRTF) de l'USAREUR (Exèrcit dels Estats Units per a Europa) el març de 2003, en suport de la 173a Brigada Aerotransportada. El batalló es va redesplegar a Europa amb el 173è el març de 2004.
La 1a Brigada de la 1a Divisió d'Infanteria es va desplegar des de Fort Riley, Kansas, el setembre de 2003 per donar suport a la 82a Divisió Aerotransportada a la ciutat de Ramadi, Iraq. El setembre de 2004, la 1a Brigada va ser substituïda per elements de la 2a Divisió d'Infanteria a Ramadi i redesplegada a Ft. Riley.
El gener de 2004, la divisió sense el 1r Equip de Combat de Brigada es va desplegar des de les seves estacions a Alemanya a l'Iraq, on va dur a terme un relleu d'àrea amb la 4a Divisió d'Infanteria a les províncies de Salah ad-Din, Diyala, Kirkuk i Sulaymaniyah, amb el quarter general de la divisió situat a la Base d'Operacions Avançades Danger, a Tikrit, la ciutat natal de Saddam Hussein. La Task Force Danger, com es deia la divisió durant l'OIF2, es va augmentar amb la 2a Brigada, la 25a Divisió d'Infanteria, el 30è Equip de Combat de Brigada Pesada de la Guàrdia Nacional de l'Exèrcit de Carolina del Nord, el 264è Grup d'Enginyers de la Guàrdia Nacional de l'Exèrcit de Wisconsin, el 167è Grup de Suport del Cos, la 1a ROC (USAR) i el 2n Batalló, 108è Regiment d'Infanteria de la Guàrdia Nacional de l'Exèrcit de Nova York. El 2n Equip de Combat de Brigada tenia la seu a Tikrit, el 3r Equip de Combat de Brigada tenia la seu als afores de Baqubah i el 30è BCT tenia la seu a Kirkuk . La 4a Brigada i el Comandament de Suport de la Divisió tenien la seva base a la Base d'Operacions Avançades Speicher, al nord de Tikrit. La Task Force Danger va dur a terme operacions de contrainsurgència, incloent-hi tot l'espectre del combat, l'aplicació de la pau, la formació i l'equipament de les forces de seguretat iraquianes, el suport a les institucions iraquianes per millorar la qualitat de vida i dues eleccions nacionals. Els principals combats van incloure operacions a Baqubah, Samarra, Bayji, Najaf, Al Diwaniyah i Fallujah. El febrer de 2005, la divisió va facilitar un socors a la zona amb la 42a Divisió d'Infanteria, la Guàrdia Nacional de Nova York i elements de la 3a Divisió d'Infanteria i es va redestinar a estacions d'origen a Alemanya.

### Tornada als Estats Units
El juliol de 2006, la divisió va ser retirada d'Alemanya de tornada a Fort Riley, deixant només la 2a Brigada (Dagger) a Schweinfurt, Alemanya, fins al 28 de març de 2008, quan la 3a Brigada, 1a Divisió Blindada, va ser reorganitzada i redesignada com la 2a Brigada, 1a Divisió d'Infanteria.

### Iraq 2006–2008
El 2n Equip de Combat de la Brigada (Dagger) es va desplegar a l'Iraq des de mitjans d'agost de 2006 fins a finals de novembre de 2007. El 1r Batalló del 26è Regiment d'Infanteria va ser el primer a embarcar-se i va ser enviat al districte d'Adhamiya de Bagdad per ajudar a reprimir la violència sectària generalitzada. El 1r Batalló del  77è Regiment Blindat es va desplegar a Ramadi i el 1r Batalló del 18è Regiment d'Infanteria va ser enviat a la Base d'Operacions Avançada Falcon, al districte d'Al Rashid, al sud-oest de Bagdad. El Quarter General i la Companyia del Quarter General 2BCT, el 1r ID, el 9è Batalló d'Enginyers, el 1r Batalló, el 7è Regiment d'Artilleria de Camp, el 299è Batalló de Suport, el C/101 MI BN i la 57a Companyia de Senyals eren totes unitats (Dagger) que ocupaven Camp Liberty, un extens campament de més de 30.000 militars i civils del DoD situat just a l'est de l'Aeroport Internacional de Bagdad (BIAP). El 2BCT MP PLT (anteriorment 2n Pelotó, 1a Companyia de Policia Militar) estava ubicat a la FOB (Base d'Operacions Avançades) de Justícia. Durant el desplegament de 15 mesos, 61 soldats de la brigada van morir, inclosos 31 de l'1 al 26 d'infanteria, que va tenir el nombre més gran de baixes en qualsevol batalló des de la guerra del Vietnam.
Elements de la 1a Brigada (Diable) de Fort Riley es van desplegar a la tardor del 2006 a altres zones d'operacions a l'Iraq . Les unitats inclouen companyies del 1r Batalló, 16è d'Infanteria; el 1r Batalló, 34è Blindat; el 1r Batalló, 5è d'Artilleria de Camp; el 1r Batalló d'Enginyers; i la Tropa D, 4t de Cavalleria.

### Missió de formació de l'equip de transició
L'entrenament estatal per als equips de transició militar (MiTTs) es duu a terme a Fort Riley, Kansas. L'entrenament va començar l'1 de juny de 2006. Algunes de les unitats, com el 18è Regiment d'Infanteria, el 26è Regiment d'Infanteria i el 16è Regiment d'Infanteria, ja havien entrat a l'Afganistan juntament amb algunes unitats de reconeixement. Aquestes unitats havien estat a la província de Kunar des de mitjans de 2006. A la tardor de 2009, la missió d'entrenament de l'equip de transició es traslladà a Fort Polk, i la 1a Brigada es convertí en una força preparada per al combat amb possibles plans de desplegament en els propers anys.

### Iraq 2007
El febrer de 2007, l'equip de combat de la 4a Brigada d'Infanteria es va desplegar al sud de Bagdad en suport de l'Operació Llibertat Iraquiana, convertint-se en la segona unitat encarregada de l'"augment" anunciat a principis d'any pel president Bush. La força principal de la brigada estava sota el comandament del coronel "Ricky" Gibbs a la FOB Falcon. El 2n Batalló del 16è Regiment d'Infanteria va ser posat sota el control operatiu de la 2a Brigada de la 2a Divisió d'Infanteria i ubicat a la FOB Rustamiyah (presentat al llibre "The Good Soldiers" del periodista del Washington Post David Finkel).
A la tardor del 2007, la Brigada d'Aviació de Combat (Brigada Dimoni), 1a Divisió d'Infanteria, es va desplegar a l'Iraq i va ser posada sota el comandament de la Divisió Multinacional Nord situada a la base de Spiecher. La major part de la CAB està estacionada a la base de Spiecher, amb el 1r Esquadró, el 6è Regiment de Cavalleria i alguns elements de suport estacionats a la base de Warrior.

### Afganistan 2008–2009
El juny i juliol de 2008, la 3a Brigada, "Duke", es va desplegar a l'est de l'Afganistan sota el comandament de la CJTF-101, rellevant la 173a Brigada Aerotransportada i prenent el control de les províncies de Kunar, Nuristan, Nangarhar i Laghman. Un dels batallons d'infanteria de la brigada, el 2n Batalló, 2n d'Infanteria, va ser encarregat al sud, a la província de Kandahar, fora del comandament de la brigada. El 6è Esquadró, 4t Regiment de Cavalleria, va tenir la tasca de assegurar la vall de Kunar. Els Destacaments de combat Keating i Lowell participaven en combats gairebé diàriament, mentre que els punts d'observació Hatchet i Mace interrompien les línies de subministrament talibans i reprimien la major part dels atacs des de l'est del Pakistan. Van participar en la infame batalla de Bari Alai, on van morir 3 soldats americans i 2 soldats letons. La batalla va durar 4 dies, on els soldats fatigats de la tropa Charlie i la tropa Hatchet van ser assetjats contínuament pels combatents talibans després de recuperar el lloc d'observació. El 6è Regiment de Cavalleria va ser el que va patir més baixes de la brigada, amb l'excepció del 1r Batalló del 26è Regiment d'Infanteria, que va estar enfrontat contínuament amb els talibans a la Vall de Korengal. La CNN va qualificar la brigada de "El Duc Moribund" a causa de la brutalitat i l'alta taxa de baixes de la unitat durant el seu temps al teatre d'operacions. Els principals objectius de la brigada i el PRT eren protegir centres de població com Jalalabad i Asadabad i ajudar a desenvolupar l'economia local mitjançant la construcció de carreteres, i proporcionar seguretat mentre ho feien. La brigada va tornar a Ft. Hood, Texas, el juliol de 2009 després d'un any de combat en què van registrar més de 2000 tirotejos, més de 3000 enemics morts, més de 1000 bombes llançades, 26.000 trets d'artilleria disparats i més de 500 Cors Porpra atorgats.

### Iraq 2008–2009
A l'octubre de 2008, el 2n Equip de Combat de Brigada Pesada es va desplegar al nord-oest de Bagdad en suport de l'Operació Llibertat Iraquiana. El quarter general de la brigada estava situat al VBC (Complex de la Base de la Victòria) i la brigada era responsable del quarter nord-oest de Bagdad. Durant aquest desplegament, soldats del 1r CAB (Batalió d'Armes Combinades), 18è Regiment d'Infanteria, estaven ubicats a la FOB Justice. El 1r CAB, 63è Blindat, estava inicialment ubicat a Mah-Muh-Diyah (sud de Bagdad) i després es va traslladar al JSS Nasir wa Salam (NWS) a la zona d'Abu Ghraib, a l'oest de Bagdad. El 5è Esquadró, 4t Cavalleria, estava situat a la zona de Ghazaliyah, a l'oest de Bagdad, on van lluitar contra la Brigada Revolucionària dels anys 20 i finalment els van arrabassar el control de la zona. El 1r Batalló, 7è Artilleria de Camp, estava situat a la FOB Prosperity, dins de la "Zona Verda", i el 2n Batalló de Tropes Especials de Brigada estava situat al Complex de la Base de la Victòria. Durant aquest desplegament, el 4t Esquadró, el 10è Cavalleria, el 2n Batalló i el 8è Regiment de Cavalleria (EUA) van estar adscrits a la brigada durant diversos mesos, així com el 1r Batalló, la 41a Artilleria de Camp i un batalló del 56è Equip de Combat de la Brigada Stryker (PAARNG).
Els esdeveniments més destacats que van tenir lloc durant aquest temps van ser les eleccions provincials iraquianes, l'expiració del Mandat de l'ONU i la corresponent implementació de l'acord de seguretat (SA) entre el Govern de l'Iraq i els Estats Units, i el "Dimecres Sagnant" del 19 d'agost de 2009, un bombardeig coordinat contra el Ministeri de Finances i el Ministeri d'Afers Exteriors, amb atacs amb coets a la zona verda. Els bombardejos van resultar en 101 morts i més de 560 ferits. La Brigada Dagger va experimentar un contacte enemic constant, tot i que menor, durant aquest desplegament, tot i que la brigada encara tenia dos KIA (un que servia com a destacament de seguretat personal del comandant adjunt de la brigada i un del batalló PAARNG adjunt) i nombrosos WIA. Durant aquest desplegament, el tinent JB Richardson III (comandant del 5-4 CAV) va obtenir una Estrella de Bronze al Valor per assaltar en solitari una emboscada enemiga RKG-3 i infligir múltiples baixes a l'enemic.

### Iraq 2009–2010
L'Equip de Combat de la 4a Brigada d'Infanteria (Dragons) es va desplegar a l'agost de 2009 com una de les últimes unitats de combat desplegades a l'Iraq. Sota el comandament del coronel Henry A. Arnold III. La brigada va patir dues baixes durant el desplegament. L'especialista Tony Carrasco Jr. va morir el 4 de novembre de 2009. 2n Batalló del 32è Artilleria de Camp. L'especialista Jacob Dohrenwend. 21 de juny de 2010. 1r Batalló del 28è Regiment d'Infanteria.

### Iraq 2010–2011
El quarter general de la 1a Brigada Pesada de Combat amb el seu Batalló de Suport a la Brigada (BSB) i el Batalló de Tropes Especials es va desplegar a Kirkuk, Iraq, a l'octubre de 2010 per establir la Força de Tasques d'Assessorament i Assistència 1-1 com a part de l'Operació Nova Alba. Més tard, s'hi va unir l'1-5a Artilleria de Camp al nord de l'Iraq a finals de la primavera de 2011.
El 2n Equip de Combat de Brigada Pesada es va desplegar a Bagdad, el novembre de 2010, en un paper d'assessorament i assistència com a part de l'Operació Nova Alba, sota el comandament del coronel Paul T. Calvert. El quarter general de la brigada estava ubicat al Complex de la Base Victory, on estava ubicat dins de l'edifici del quarter general de la Divisió USD-C i compartia el mateix TOC. Aquesta relació única de C2 va fer que la brigada rebés el sobrenom de "Brigada més afortunada de l'exèrcit" del comandant de l'USD-C. La brigada va ser col•locada sota l'USD-C (inicialment la 1a Divisió d'Infanteria, després la 25a Divisió d'Infanteria després del desembre de 2011) i era responsable en solitari de tota la província de Bagdad. Com a brigada responsable del "centre de gravetat" (és a dir, Bagdad) per a les Forces dels Estats Units a l'Iraq, la 2a Brigada "Dagger" era responsable d'assessorar i assistir el 50% de les forces de seguretat iraquianes dins de l'Iraq, incloent-hi dos quarters generals de cossos iraquians (el Comandament de l'Àrea de Karkh i el Comandament de l'Àrea de Rusafa) i set divisions iraquianes (6a IA, 9a IA - Mecanitzada, 17a IA, 11a IA, 1a FP, 2a FP i 4a FP) i 50.000 policies iraquians.
El 1r Batalló del 18è Regiment d'Infanteria, comandat pel tinent John Cross, estava ubicat al Camp Taji i a la FOB Old MOD. Estaven associats amb les divisions IA 9a i 11a. El 1r Batalló del 7è FA, comandat pel tinent Andrew Gainey, estava ubicat al JSS Loyalty. Estaven associats amb la 1a Divisió de Policia Federal. El 1r Batalló del 63è Blindat, comandat pel tinent Michael Henderson, estava ubicat al JSS Deason, l'aeròdrom de Muthana i el VBC. Estaven associats amb les divisions IA 6a i 17a. El 5è Esquadró del 4t de Cavalleria, comandat pel tinent Mathew Moore, estava ubicat al JSS Falcon. Estaven associats amb les divisions FP 2a i 4a. El Batalló de Tropes Especials, comandat per la tinent Shilisa Geter, estava ubicat al VBC (Complex de la Base de la Victòria) i estava associat amb la Direcció de Policia de Bagdad. Mentrestant, a causa de la retirada de les forces nord-americanes i el redesplegament de les brigades de manteniment a nivell de teatre d'operacions, el 299è BSB, comandat pel tinent Dale Farrand, va assumir la missió de suport d'àrea per a tots els elements del Departament de Defensa i el Departament de Serveis dins la província de Bagdad, a més de donar suport a la Brigada Dagger.
Els esdeveniments significatius durant aquest desplegament van incloure la represa dels atacs del moviment sadrista i altres milícies recolzades per l'Iran, les operacions posteriors que van aturar aquests atacs, el pas posterior de les línies de l'USD-Nord mentre es redesplegaven per Bagdad, l'organització i l'entrenament de regiments d'artilleria de camp divisionals per a les divisions IA, el desplegament de tancs M1 per a la 9a Divisió IA i el lliurament de totes les instal•lacions nord-americanes dins de Bagdad al govern de l'Iraq o a elements del Departament d'Estat dels Estats Units. Durant aquest desplegament, la brigada va entrenar simultàniament unitats de la ISF fins al punt de dur a terme operacions CALFEX de batallons liderats pels iraquians, va assessorar unitats de la ISF mentre realitzaven centenars d'atacs liderats pels iraquians que van interrompre els atacs de les milícies recolzades per l'Iran, alhora que realitzaven operacions de protecció de forces unilaterals i combinades per garantir la seguretat de les bases nord-americanes i redesplegant les forces nord-americanes. La brigada va patir nou atacs amb coets improvisats durant aquest desplegament, la majoria dels quals van ser el resultat d'un únic atac IRAM (munició assistida per coets improvisada) dut a terme contra el JSS Loyalty per una milícia recolzada per l'Iran el 6 de juny de 2011. La brigada va abandonar l'Iraq el novembre de 2011 després d'haver lliurat la major part de la ciutat de Bagdad per completar el control iraquià.

### Afganistan 2011–2012
Des del 1r Equip de Combat de Brigada Pesada, el 1r Batalló, el 16è d'Infanteria (CAB) i el 4t Esquadró, el 4t de Cavalleria es va desplegar a l'Afganistan a l'hivern del 2011, i el 2n Batalló, el 34è Blindat (CAB) es va desplegar posteriorment a la primavera del 2011. El 1-16 IN (CAB) va ser assignat per donar suport a la força de treball conjunta especial combinada, i els Iron Rangers es van desplegar a 58 llocs remots a tot l'Afganistan. Van completar més de 10.000 missions com a part d'operacions d'estabilització dels pobles amb el poble afganès. Les operacions van connectar el govern de l'Afganistan amb el nivell dels pobles i van ensenyar als afganesos sobre la seva constitució. El 2-34 AR (CAB) es va desplegar a Maiwand, província de Kandahar, situada al sud de l'Afganistan, a prop de la frontera entre la província de Kandahar i Helmand. El 4-4 de Cavalleria es va desplegar al districte central de Zhari, província de Kandahar, i va dur a terme milers de patrulles de combat a tot el lloc de naixement i la pàtria dels talibans.
L'Equip de Combat de la 3a Brigada d'Infanteria es va desplegar a les províncies de Khost i Paktya, a l'est de l'Afganistan, el gener de 2011. El 2n Batalló del 2n Regiment d'Infanteria es va separar una vegada més de la brigada i es va desplegar a la província de Ghazni sota comandament polonès. La brigada va dur a terme les Operacions Tofan I i II. La missió de Tofan I era interrompre els refugis insurgents a la regió de Musa Khel, a la província de Khowst, millorar la capacitat del govern per arribar a la gent d'allà i recopilar informació per planificar futures operacions. La missió de Tofan II era establir contacte amb els insurgents, interrompre la seva logística i reduir qualsevol suport material o moral de la població local. El moviment cap a la zona extremadament remota, que presentava carreteres estretes o inexistents situades entre muntanyes, incloïa soldats muntats i desmuntats que també havien de ser conscients de la necessitat de controlar les característiques clau del terreny al voltant de Suri Kheyl.

### Afganistan 2012–2013
El quarter general de la 1a Divisió d'Infanteria es va desplegar a Bagram, Afganistan, el 19 d'abril de 2012 com a part de l'Operació Llibertat Duradora XIII després de rebre la responsabilitat del Comandament Regional (Est) (RC(E)) de la 1a Divisió de Cavalleria. La divisió va servir com a Força de Tasques Conjunta Combinada-1 (CJTF-1) i RC(E), comandant i controlant la regió vital (Bamiyan, Parwan, Panjshayr, Kapisa, Laghman, Nuristan, Kunar, Nangarhar, Maidan Wardak, Lowgar, Paktiya, Khowst, Ghazni i Paktika) que envolta Kabul i una gran part de la volàtil frontera amb Pakistan. Durant el mandat de la divisió a l'Afganistan, la divisió va supervisar una transició d'autoritat al 201è Cos de les Forces de Seguretat Nacional Afganeses (ANSF) al nord de Kabul i havia preparat el 203è Cos de les ANSF per assumir la plena responsabilitat de seguretat al sud de Kabul abans de la transició de la RC(E) a la 101a Divisió Aerotransportada (AASLT).
La 4a Brigada del Drac (IBCT) es va desplegar a l'Afganistan el maig de 2012 per a un desplegament de 9 mesos. La brigada va operar a les províncies de Ghazni i Paktika, a l'est de l'Afganistan La Brigada del Drac va concloure el seu desplegament el febrer de 2013, transferint la supervisió de la província de Ghazni a la 1a Brigada, 10a Divisió de Muntanya, i la província de Paktika a la 2a Brigada, 10a Divisió de Muntanya, i la plena responsabilitat de seguretat d'aquestes províncies a la 3a i 2a Brigades, 203è Cos de les ANSF, respectivament.

### Operació Resolució Inherent
En resposta a la creixent amenaça d'ISIL, el Departament de Defensa va anunciar el 25 de setembre de 2014 que aproximadament 500 soldats del Quarter General de la 1a Divisió d'Infanteria serien desplegats a l'Iraq amb la tasca d'ajudar les Forces de Seguretat iraquianes. Aquest serà el primer Quarter General de la Divisió desplegat a l'Iraq des de la retirada del 2011. Entre els soldats enviats, aproximadament 200 seran destinats a Bagdad, on constituiran gairebé la meitat de les tropes nord-americanes desplegades.
A mitjans d'octubre de 2016, l'exèrcit dels Estats Units va anunciar que desplegaria uns 500 soldats del Quarter General de la 1a Divisió d'Infanteria a l'Iraq a la tardor de 2016. Les tropes assumiran el paper del Comandament del Component Terrestre de les Forces Conjuntes Combinades a l'Iraq en suport de l'Operació Inherent Resolve.

### Operació Sentinella de la Llibertat
A finals de juliol de 2016, l'exèrcit dels Estats Units va anunciar que enviaria 800 soldats de la 1a Brigada d'Aviació de Combat, 1a Divisió d'Infanteria, a l'Afganistan per donar suport a l'Operació Sentinella de la Llibertat, l'operació antiterrorista dels Estats Units contra les restes d'Al-Qaeda, ISIS-K i altres grups terroristes. La brigada es desplegarà amb els seus helicòpters d'atac AH-64 Apache i els helicòpters utilitaris UH-60 Black Hawk en algun moment abans d'octubre de 2016.

### Operació Atlantic Resolve
L'abril de 2017, Military.com va informar que aproximadament 4.000 soldats del 2n Equip de Combat de la Brigada Blindada de la 1a Divisió d'Infanteria es desplegarien a Europa com a part de l'Operació Atlantic Resolve, substituint el 3r Equip de Combat Blindat de la  4a Divisió d'Infanteria en una rotació regular de forces. La unitat es va desplegar el setembre de 2017 i es va redesplegar el juny de 2018, servint a tota l'Europa de l'Est realitzant entrenament de preparació i interoperabilitat amb els aliats de l'OTAN per assegurar els aliats dels Estats Units i dissuadir l'agressió. El Quarter General de la Divisió va desplegar part del seu quarter general el març de 2018 a Poznan, Polònia, per servir com a Element de Comandament de la Missió de l'Exèrcit dels EUA a Europa, proporcionant el comandament de la missió de les Forces Regionalment Alineades que serveixen a Atlantic Resolve. Està previst que hi romanguin fins al juny del 2020. Al gener, el 1r Equip de Combat de la Brigada Blindada i la 1a Brigada d'Aviació de Combat de la divisió es van desplegar a l'Europa de l'Est en suport de l'Operació Atlantic Resolve amb la missió de construir la preparació, assegurar els aliats i dissuadir l'agressió al continent. El 1r Equip de Combat de la Brigada Blindada es va desplegar de nou a l'Operació Atlantic Resolve el juliol del 2021. El desplegament de la Brigada es va ampliar indefinidament en resposta a la invasió russa d'Ucraïna el febrer del 2022.

## Insígnia

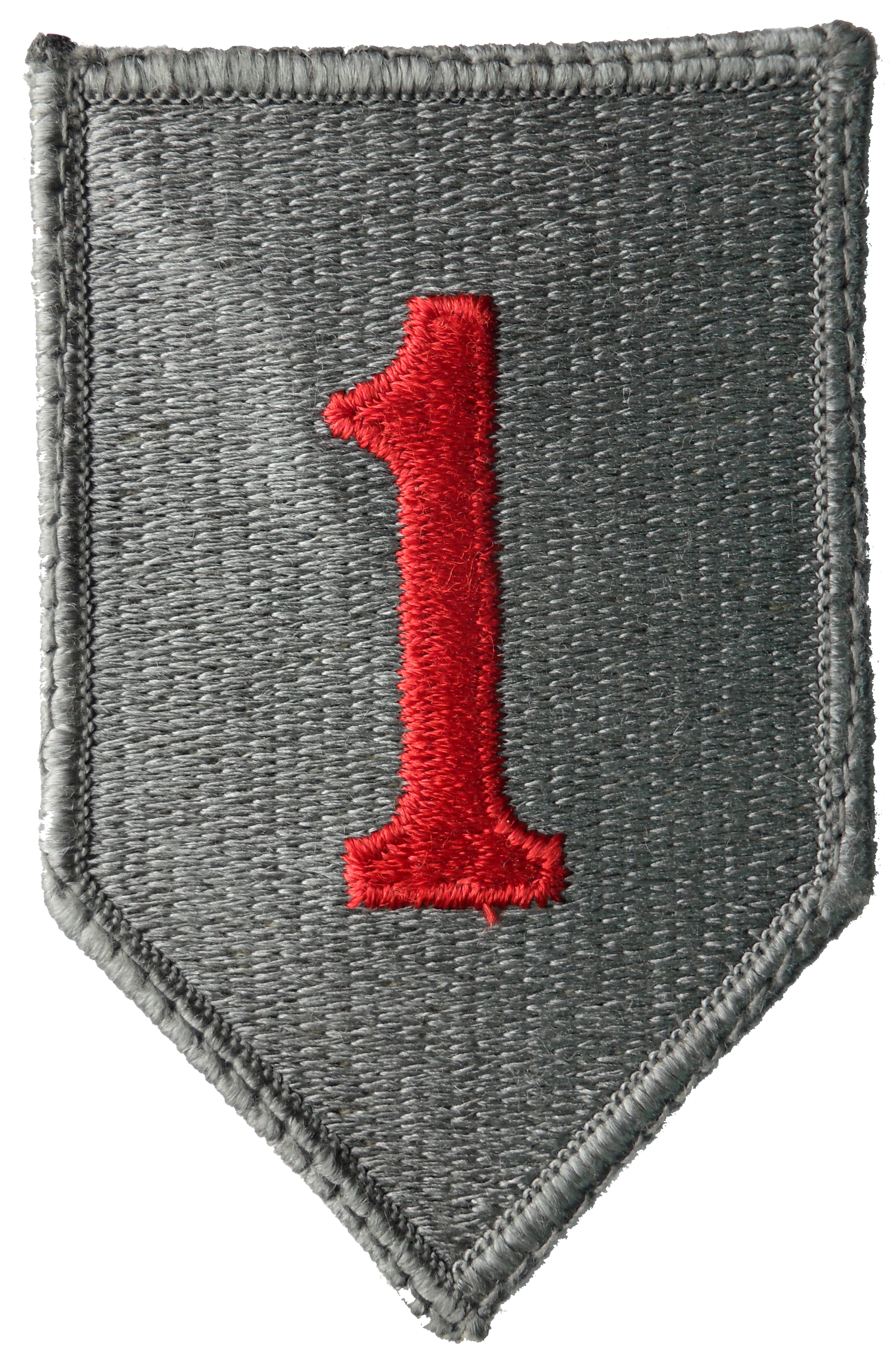
La insígnia de la màniga de l'espatlla (SSI) que es porta a l'uniforme de combat de l'exèrcit UCP d'un membre de la unitat

Cap font creïble indica com es va originar la insígnia de la 1a Divisió d'Infanteria durant la Primera Guerra Mundial. Hi ha dues teories sobre com va sorgir la idea del pegat. La primera teoria afirma que els camions de subministrament de la 1a Divisió es fabricaven a Anglaterra . Per assegurar-se que els camions de la 1a Divisió no es confonguessin amb altres aliats, els conductors pintaven un enorme "1" al costat de cada camió. Més tard, els enginyers de la divisió van anar encara més enllà i es van posar un número 1 vermell a les mànigues.
La segona teoria afirma que un general de la divisió va decidir que la unitat havia de tenir una insígnia a l'espatlla. Va decidir tallar un número vermell "1" de la seva roba interior de franel•la. Quan va mostrar el seu prototip als seus homes, un tinent va dir: "es veu la roba interior del general!". Ofès, el general va desafiar el jove tinent a idear alguna cosa millor. Així doncs, el jove oficial va tallar un tros de tela grisa de l'uniforme d'un soldat capturat i hi va col•locar l'"1" vermell a sobre.

## Música

### Banda
La Banda de la 1a Divisió d'Infanteria (abreujada com a 1ID Band i sovint coneguda com a Big Red One Band) és l'ambaixadora musical de la divisió que actua per a cerimònies militars a Fort Riley i les comunitats circumdants del Mig Oest. La banda de 38 membres inclou el Conjunt de Vent de Concert, la Banda de Marxa, una Banda Cerimonial Asseguda, així com altres conjunts especialitzats. La banda va estar involucrada notablement en l'incident de Thunder Road al Vietnam, durant el qual el major general John Hay va ordenar a la banda que marxés per "Thunder Road" durant una milla mentre tocava la Marxa del Coronel Bogey. La carretera, que era crítica per a les operacions de la divisió, estava sota el control d'un regiment de l'exèrcit nord-vietnamita. Confós per l'acció, el regiment es va retirar de la zona, i la banda va complir una notable missió de combat sense disparar ni un tret. El 2008, un paracaigudista va ferir tres membres de la banda després de xocar contra ells després de desviar-se del seu curs durant la revisió militar.

### Cançó
Segons la història de la 1a Divisió d'Infanteria, la cançó va ser composta el 1943 pel capità Donald T. Kellett, que es va retirar després d'una carrera de 30 anys com a coronel i va morir el 1991. Posteriorment, va ser revisada de "Men of a great division" a "Soldiers of a great division".

| Toast of the Army, Favorite Son! Hail to the brave Big Red One! Always the first to thirst for a fight. No foe shall challenge our right to victory. We take the field, A grand sight to see. Pride of the Infantry. Soldiers of a great division, Courage is our tradition, Forward the Big Red One! | Brindis de l'Exèrcit, Fill Predilecte! Salve el valent Gran 1 Vermell! Sempre els primers a tenir set de lluita. Cap enemic desafiarà el nostre dret a la victòria. Sortim al camp, Un gran espectacle per veure. Orgull de la infanteria. Soldats d'una gran divisió, El coratge és la nostra tradició, Endavant el Gran 1 Vermell! |

## Organització

Organització de la 1a Divisió d'Infanteria 2024

La 1a Divisió d'Infanteria consta dels següents elements: un quarter major general i un batalló de quarter general, dos equips de combat de brigada blindada, una artilleria de divisió, una brigada d'aviació de combat, una brigada de manteniment de divisió i un batalló de quarter general.
- 1a Divisió d'Infanteria
  - Quarter General de la Divisió i Batalló del Quarter General
    -  Quarter General central i companyia de suport
    -  Companyia de Senyals, Intel•ligència i Sosteniment
    -  Banda de la 1a Divisió d'Infanteria
    -  Guàrdia de Color Muntada del General Comandant
    -  19è Destacament d'Afers Públics
    - Companyia d'aplicació de la llei de Fort Riley

  - 1r Equip de Combat de la Brigada Blindada (1r ABCT) ("Brigada del Diable")[1][41]
    -  Quarter General i Companyia del Quarter General (HHC), 1a ABCT
    -  1r Esquadró, 4t Regiment de Cavalleria "Quarter-horse"
    -  1r Batalló,  16è Regiment d'Infanteria "Iron Rangers"
    -  2n Batalló,  34è Regiment Blindat "Dreadnaughts"
    -  3r Battalion,  66è Regiment Blindat "Burt's Knights"[42]
    -  1r Batalló d'Enginyers de Brigada (BEB) "Diehards"
    -  101è Batalló de Suport de Brigada (BSB) "Liberty"

  - 2n Equip de Combat de Brigada Cuirassada (2è ABCT) "Dagger Brigade"
    -  Quarter General i Companyia del Quarter General (HHC), 2n ABCT [43]
    -  5è Esquadró,  4t Regiment de Cavalleria "Longknife"
    -  1r Batalló, 18è Regiment d'Infanteria "Vanguards"[44]
    -  1r Batalló,  63è Regiment Blindat "Dragons"
    -  2è Batalló, 70è Regiment Blindat "Thunder Bolts"[45]
    -  82è Batalló d'Enginyers de Brigada (BEB) "Bluebabe"[46]
    -  299è Batalló de Suport de Brigada (BSB) "Lifeline"[47]

  -  Artilleria de la 1a Divisió d'Infanteria[48]
    -  Quarter General i Bateria del Quarter General (HHB)
    -  1r Batalló, 5è Regiment d'Artilleria de Camp (FAR) "Hamilton's Own"
    -  1r Batalló, 7è Regiment d'Artilleria de Camp "First Lightning"[49]

  - 1a Brigada d'Aviació de Combat  ("Demon Brigade")
    -  Quarter General central i Companyia de la Quarter General Central (HHC)
    -  1r Esquadró,   6è Regiment de Cavalleria amb 24 AH-64D Apache Longbows i 12 RQ-7 Shadows "The Fighting Sixth"
    -  1r Batalló (Atac), 1r Regiment d'Aviació  amb 24 AH-64D Apache Longbows
    -  2n Batalló (Suport General), 1r Regiment d'Aviació amb 8 UH-60L Black Hawks, 12 CH-47F Chinooks i 15 HH-60M Black Hawks
    -  3r Batalló (Assalt), 1r Regiment d'Aviació amb 30 UH-60M Black Hawks
    -  601è Batalló de Suport d'Aviació

  - Brigada de Sosteniment de la 1a Divisió d'Infanteria
    -  Batalló de Tropes de Sosteniment de la Divisió
      -  HHC
      -  267a Companyia de Transmissions

    -  Batalló de Suport de Sosteniment de la 541a Divisió
      -  HHC
      -  1a Companyia de Manteniment (Suport)[50]
      -  24th Transportation Company (Composite Truck)[51]
      -  165è Equip de Control de Moviments (MCT)
      -  266th MCT
      -  526a Companyia d'Intendència (Subministrament de Compostos)

## Honors

### Campanyes
| Conflicte                          | Corbata                                      | Any(s)       |
| ---------------------------------- | -------------------------------------------- | ------------ |
| Primera Guerra Mundial             | Montdidier-Noyon                             | 1918         |
| Primera Guerra Mundial             | Aisne-Marne                                  | 1918         |
| Primera Guerra Mundial             | St. Mihiel                                   | 1918         |
| Primera Guerra Mundial             | Mosa-Argonne                                 | 1918         |
| Primera Guerra Mundial             | Lorena 1917                                  | 1917         |
| Primera Guerra Mundial             | Lorena 1918                                  | 1918         |
| Primera Guerra Mundial             | Picardia 1918                                | 1918         |
| Segona Guerra Mundial              | Algèria-Marroc francès (amb punta de fletxa) | 1942         |
| Segona Guerra Mundial              | Tunísia                                      | 1942         |
| Segona Guerra Mundial              | Sicília (amb punta de fletxa)                | 1943         |
| Segona Guerra Mundial              | Normandia (amb punta de fletxa)              | 1944         |
| Segona Guerra Mundial              | Nord de França                               | 1944         |
| Segona Guerra Mundial              | Renània                                      | 1945         |
| Segona Guerra Mundial              | Ardenes-Alsàcia                              | 1944–1945    |
| Segona Guerra Mundial              | Europa Central                               | 1945         |
| Guerra del Vietnam                 | Defensa                                      | 1965         |
| Guerra del Vietnam                 | Contraofensiva                               | 1965–1966    |
| Guerra del Vietnam                 | Contraofensiva, Fase II                      | 1966–1967    |
| Guerra del Vietnam                 | Contraofensiva, Fase III                     | 1967–1968    |
| Guerra del Vietnam                 | Contraofensiva del Tet                       | 1968         |
| Guerra del Vietnam                 | Contraofensiva, Fase IV                      | 1968         |
| Guerra del Vietnam                 | Contraofensiva, Fase V                       | 1968         |
| Guerra del Vietnam                 | Contraofensiva, Fase VI                      | 1968–1969    |
| Guerra del Vietnam                 | Tet 69/ Contraofensiva                       | 1969         |
| Guerra del Vietnam                 | Estiu-tardor 1969                            | 1969         |
| Guerra del Vietnam                 | Hivern-Primavera 1970                        | 1969–1970    |
| Guerra del Golf                    | Defensa de l'Aràbia Saudita                  | 1990–1991    |
| Guerra del Golf                    | Alliberament i Defensa de Kuwait             | 1991         |
| Guerra del Golf                    | Alto el foc                                  | 1991         |
| Guerra global contra el terrorisme | Guerra global contra el terrorisme           | 2001–present |
| Guerra global contra el terrorisme |                                              |              |
| Operació Llibertat Iraquiana       | Governança iraquiana                         | 2004         |
| Operació Llibertat Iraquiana       | Resolució Nacional                           | 2005         |
| Operació Llibertat Iraquiana       | Onada iraquiana                              | 2007         |
| Operació Llibertat Iraquiana       | Sobirania iraquiana                          | 2009         |
| Operació Llibertat Iraquiana       | Nova Alba                                    | 2010         |
| Operació Llibertat Duradora        | Transició I                                  | 2011–2012    |

### Receptors de laMedalla d'Honor
- I GUERRA MUNDIAL:

1. SGT Michael B. Ellis
2. PVT Sterling L. Morelock
3. PFC Daniel R. Edwards
4. 2LT Samuel I. Parker
5. SGT Wilbur E. Colyer

- II GUERRA MUNDIAL:

1. PVT Robert T. Henry
2. 1LT Jimmie W. Monteith
3. SGT Max Thompson
4. PFC Gino J. Merli
5. PVT James W. Reese
6. SSG Joseph E. Schaefer
7. PFC Francis X. McGraw
8. CPT Bobbie E. Brown
9. CPL Henry F. Warner
10. 2LT Walter D. Ehlers
11. T/5 John J. Pinder Jr.
12. PVT Carlton W. Barrett
13. SGT Alfred B. Nietzel
14. 1LT Walter J. Will
15. SSG Arthur F. DeFranzo
16. T/Sgt. Jake W. Lindsey
17. SSG George Peterson

- GUERRA DEL VIETNAM:

1. 2LT Robert John Hibbs
2. SSG James Leroy Bondsteel
3. SPC Robert D. Law
4. SFC Matthew Leonard
5. 1LT Gary L. Miller
6. SGT Donald Russell Long
7. 2LT Harold Bascom Durham Jr.
8. CPT Eurípides Rubio
9. SGT Candelario Garcia
10. LTC Charles Calvin Rogers
11. SGT James W. Robinson Jr.
12. SPC Robert F. Stryker
13. 1LT Larry L. Taylor

- GUERRA DE L'IRAQ:

1. PFC Ross A. McGinnis
2. SSG David Bellavia

### Condecoracions
| Cinta | Condecoració                                                   | Any       | Notes                       |
| ----- | -------------------------------------------------------------- | --------- | --------------------------- |
|       | Elogi d'Unitat Meritòria (Exèrcit)                             | 1968      | VIETNAM                     |
|       | Elogi d'Unitat Meritòria (Exèrcit)                             | 1990–1991 | SUD-OEST ASIÀTIC            |
|       | Premi d'Unitat Superior de l'Exèrcit (Exèrcit)                 | 1997      | BÒSNIA                      |
|       | Creu de Guerra francesa, amb Palma                             | 1945      | KASSERINE                   |
|       | Creu de Guerra francesa, amb Palma                             | 1945      | NORMANDIA                   |
|       | Creu de Guerra francesa, II Guerra Mundial, Fourragere         | 1945      | Fourragère                  |
|       | Fourragere belga                                               | 1940      | Fourragère                  |
|       | Citada a l'Orde del Dia de l'exèrcit belga                     | 1945      | Per accions a MONS          |
|       | Citada a l'Orde del Dia de l'exèrcit belga                     | 1945      | Per accions a EUPEN-MALMEDY |
|       | Creu per Valentia de la República del Vietnam, amb Palma       | 1965–1968 | Pel servei a Vietnam        |
|       | Citació d'Unitat per l'Acció Civil de la República del Vietnam | 1965–1970 | Pel servei a Vietnam        |